# قائمة البعثات الدبلوماسية في الأرجنتين

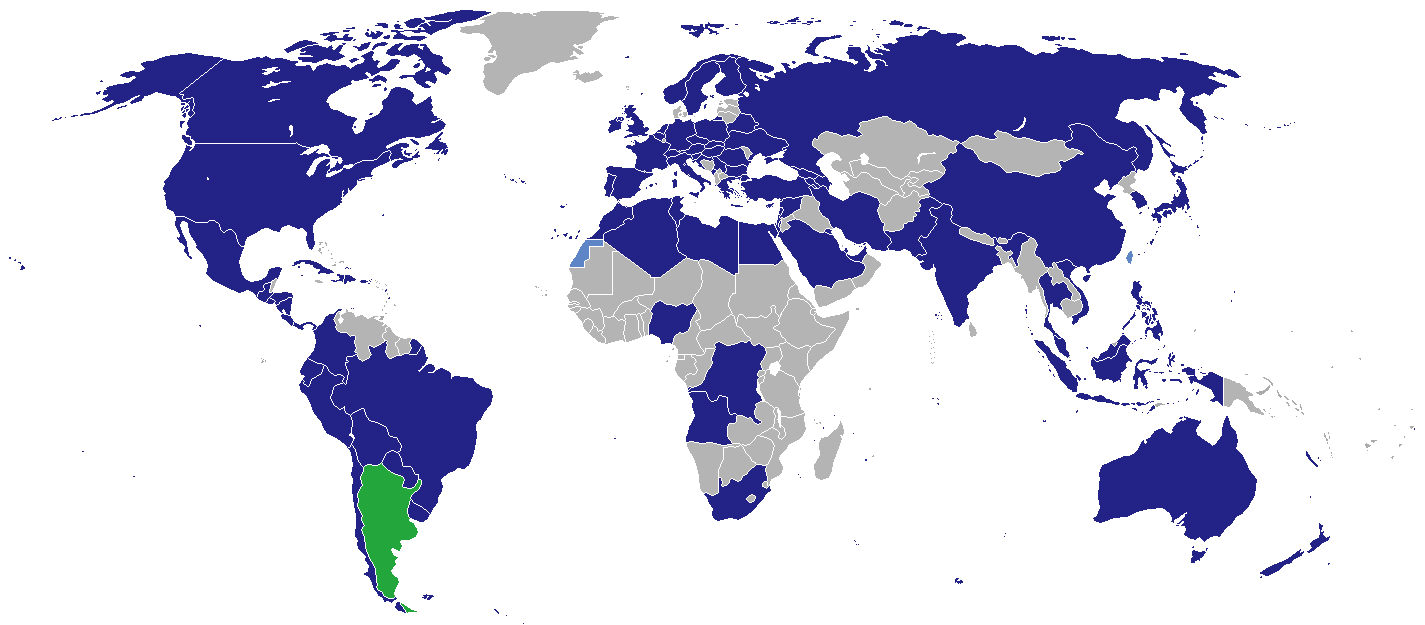
خريطة الدول التي بها سفارات في الأرجنتين

هذه قائمة البعثات الدبلوماسية في الأرجنتين. يوجد حاليًا 86 سفارة في بوينس آيرس ، والعديد من البلدان لديها قنصليات في مدن أرجنتينية أخرى (لا تشمل القنصليات الفخرية)

## البعثات الدبلوماسية فيبوينس آيرس

### السفارات
- الجزائر
- أنغولا
- أرمينيا
- أستراليا
- النمسا
- أذربيجان
- بيلاروسيا
- بلجيكا
- بوليفيا
- البرازيل
- بلغاريا
- كندا
- تشيلي
- الصين
- كولومبيا
- الكونغو كينشاسا
- كوستاريكا
- كرواتيا
- كوبا
- التشيك
- الدنمارك
- جمهورية الدومينيكان
- إكوادور
- مصر
- السلفادور
- فنلندا
- فرنسا
- جورجيا
- ألمانيا
- اليونان
- غواتيمالا
- هايتي
- الكرسي الرسولي
- هندوراس
- المجر
- الهند
- إندونيسيا
- إيران
- أيرلندا
- إسرائيل
- إيطاليا
- اليابان
- الكويت
- لبنان
- ليبيا
- ماليزيا
- المكسيك
- الجبل الأسود
- المغرب
- هولندا
- نيوزيلندا
- نيكاراغوا
- نيجيريا
- النرويج
- باكستان
- فلسطين
- بنما
- باراغواي
- بيرو
- الفلبين
- بولندا
- البرتغال
- قطر
- رومانيا
- روسيا
- المملكة العربية السعودية
- صربيا
- سلوفاكيا
- سلوفينيا
- جنوب أفريقيا
- كوريا الجنوبية
- فرسان مالطا
- أسبانيا
- السويد
- سويسرا
- سوريا
- تايلاند
- تونس
- تركيا
- أوكرانيا
- الإمارات العربية المتحدة
- المملكة المتحدة
- الولايات المتحدة
- أوروجواي
- فنزويلا
- فيتنام

### بعثات أو وفود أخرى
تايوان (مكتب تايبيه الاقتصادي والثقافي في الأرجنتين )
- الاتحاد الأوروبي (وفد)

### صور السفارات

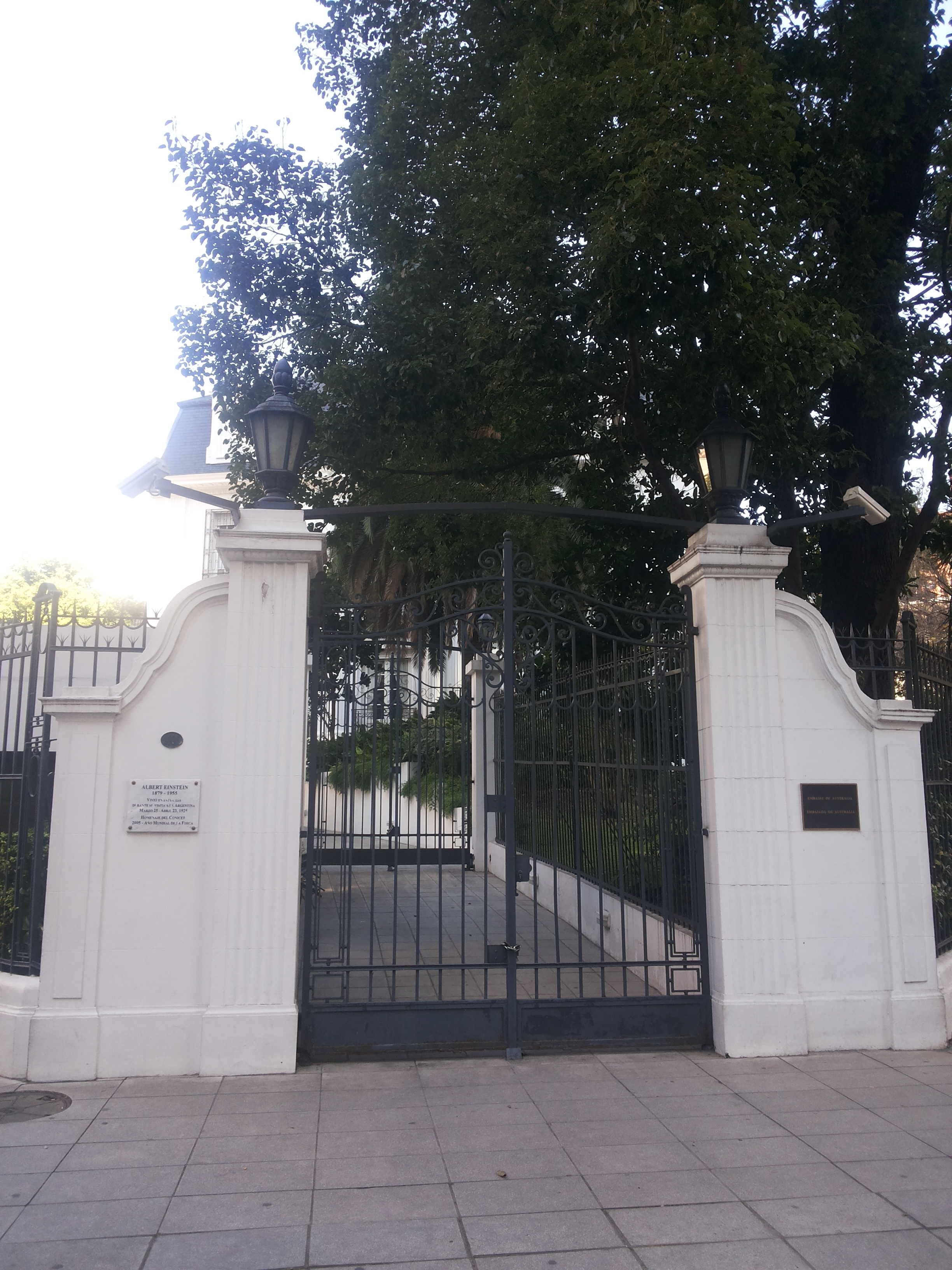
السفارة الأسترالية
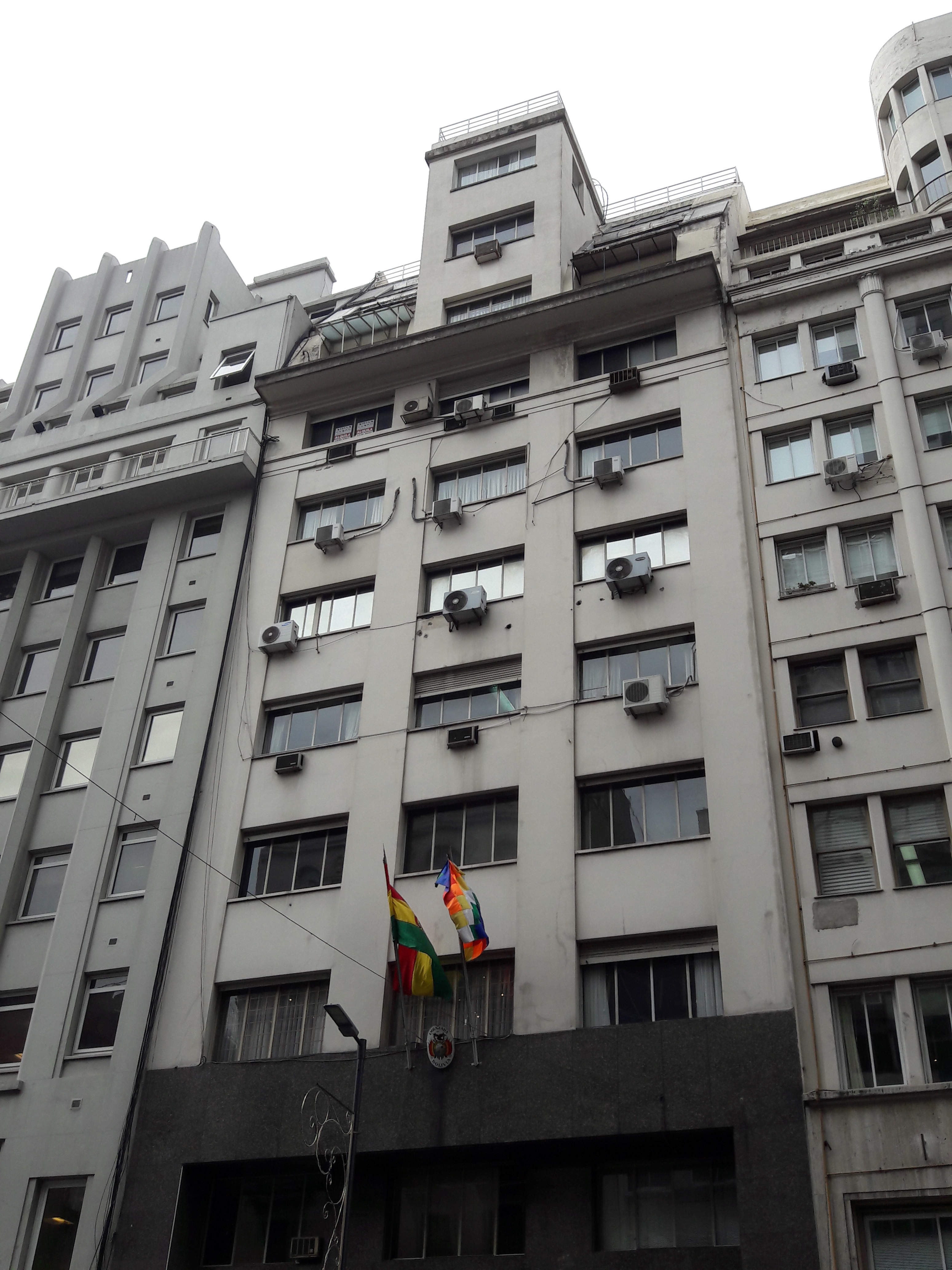
سفارة بوليفيا
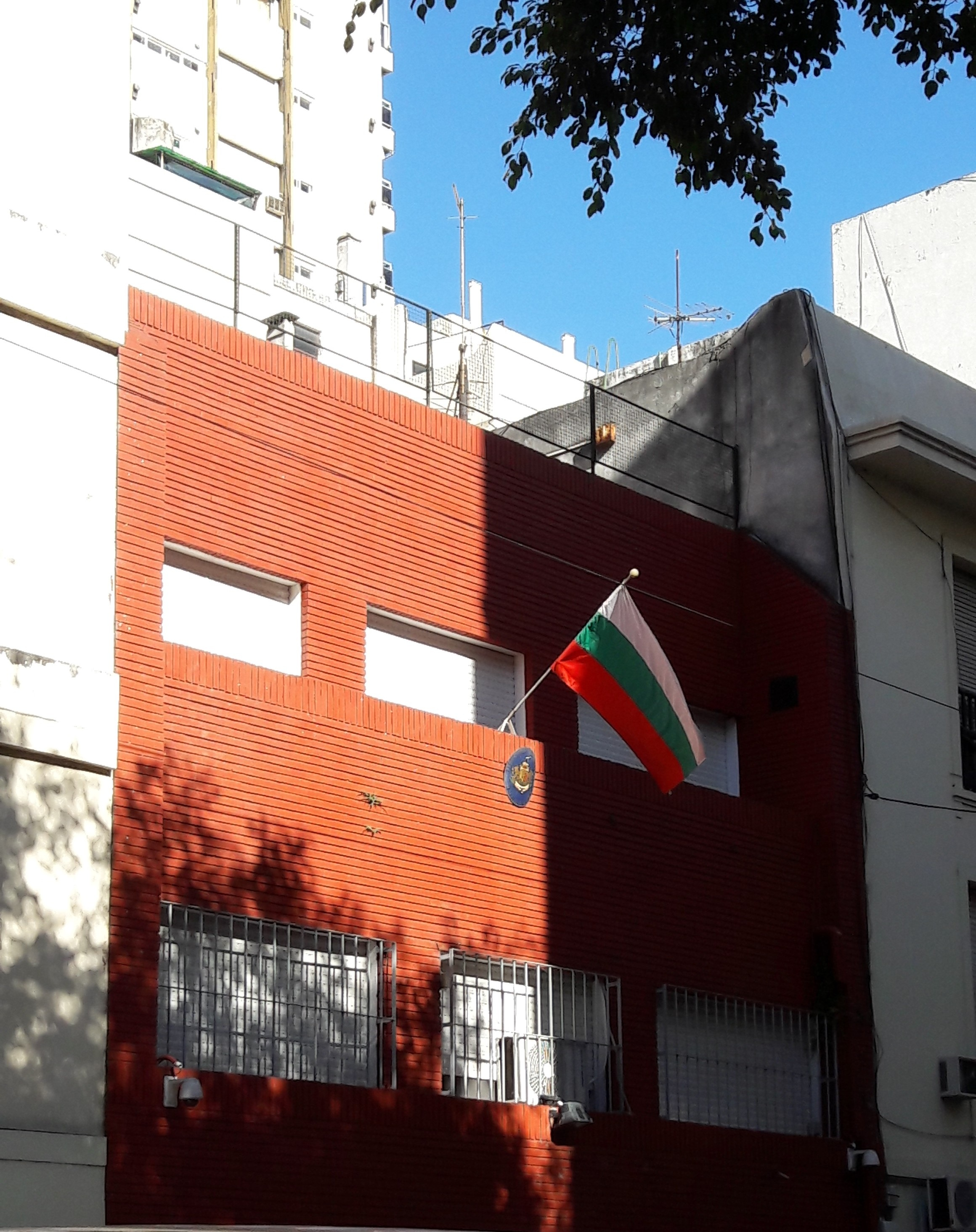
سفارة بولغاريا
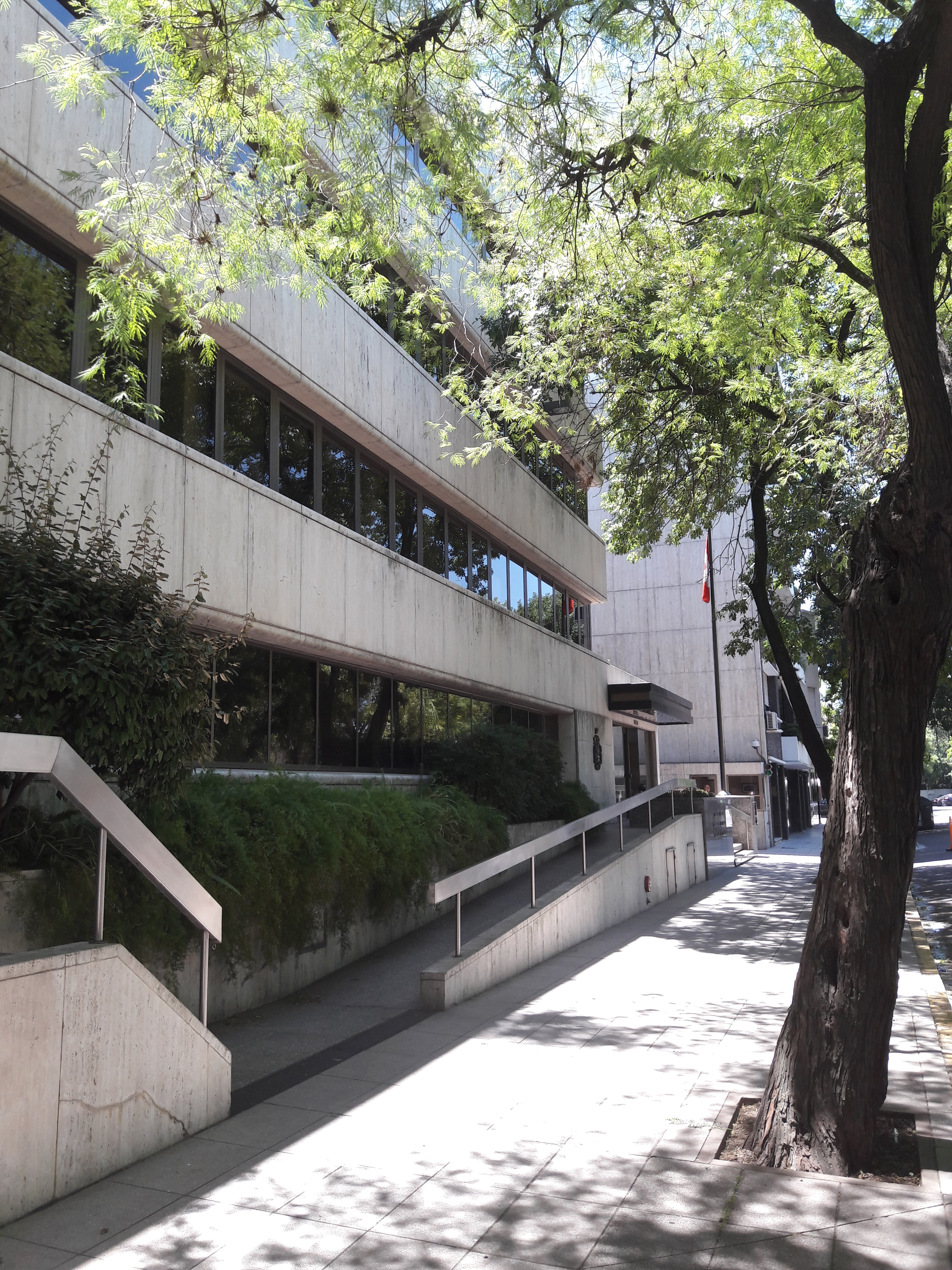
سفارة كندا
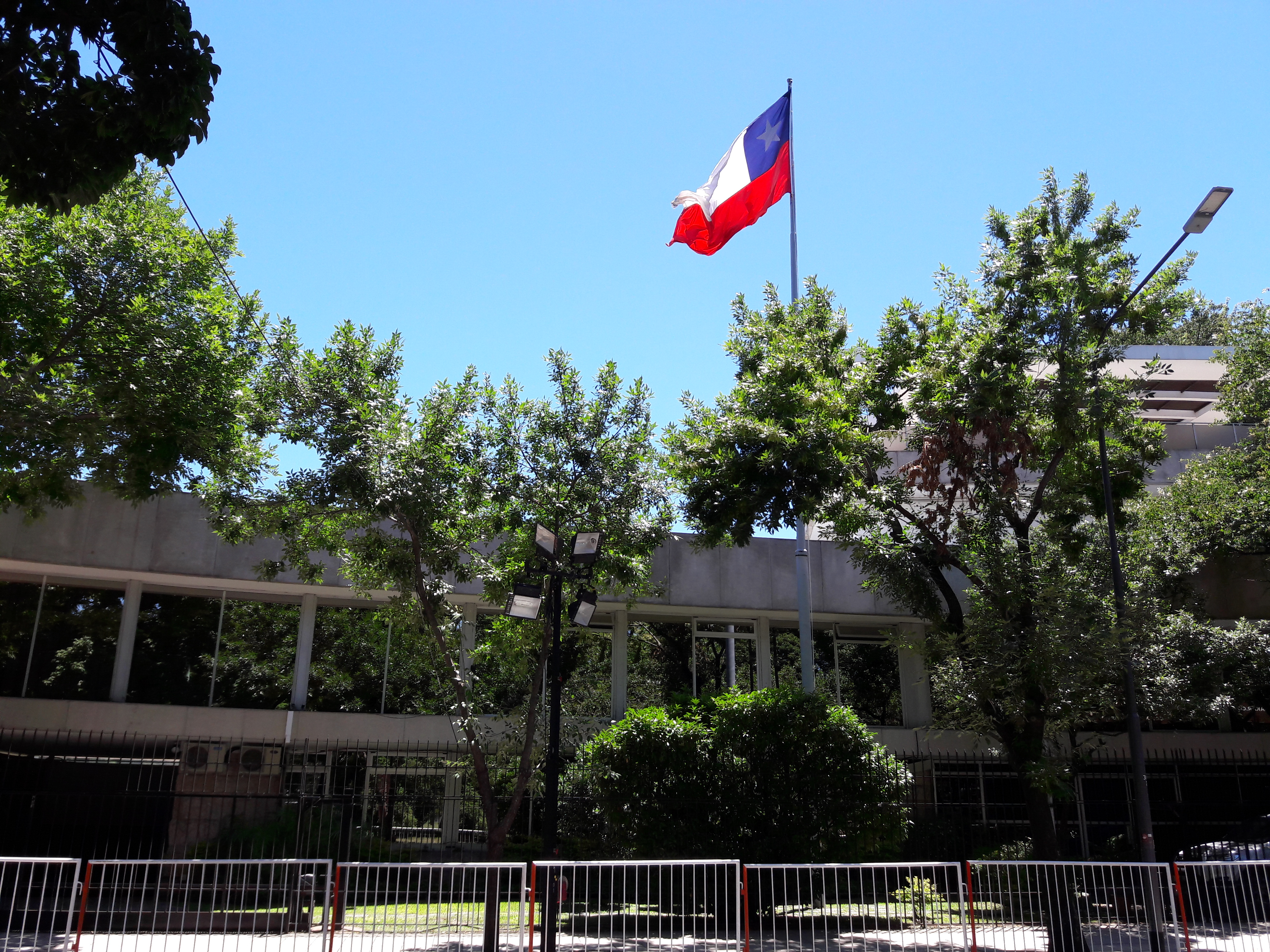
سفارة تشيلي
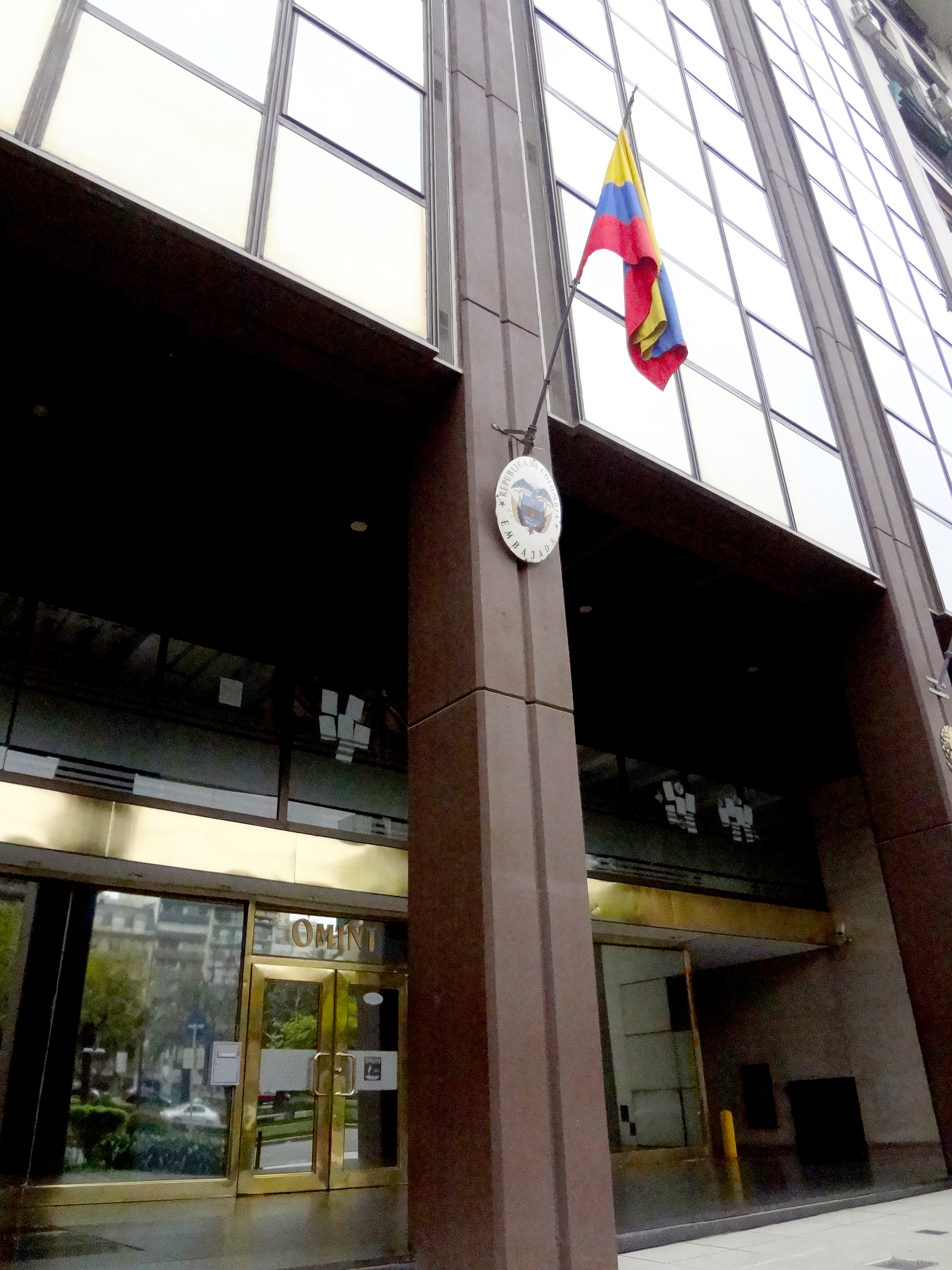
سفارة كولومبيا
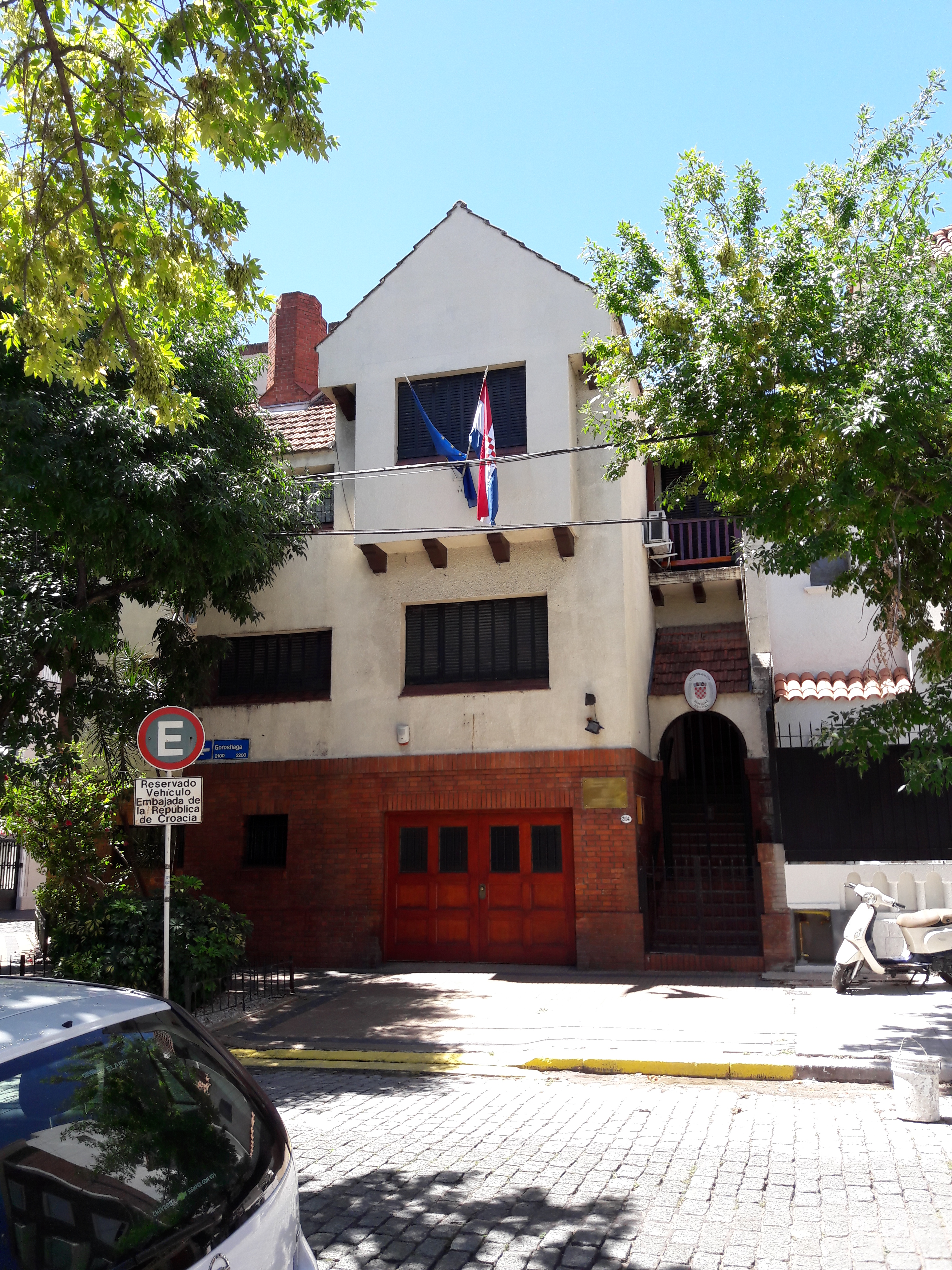
سفارة كرواتيا
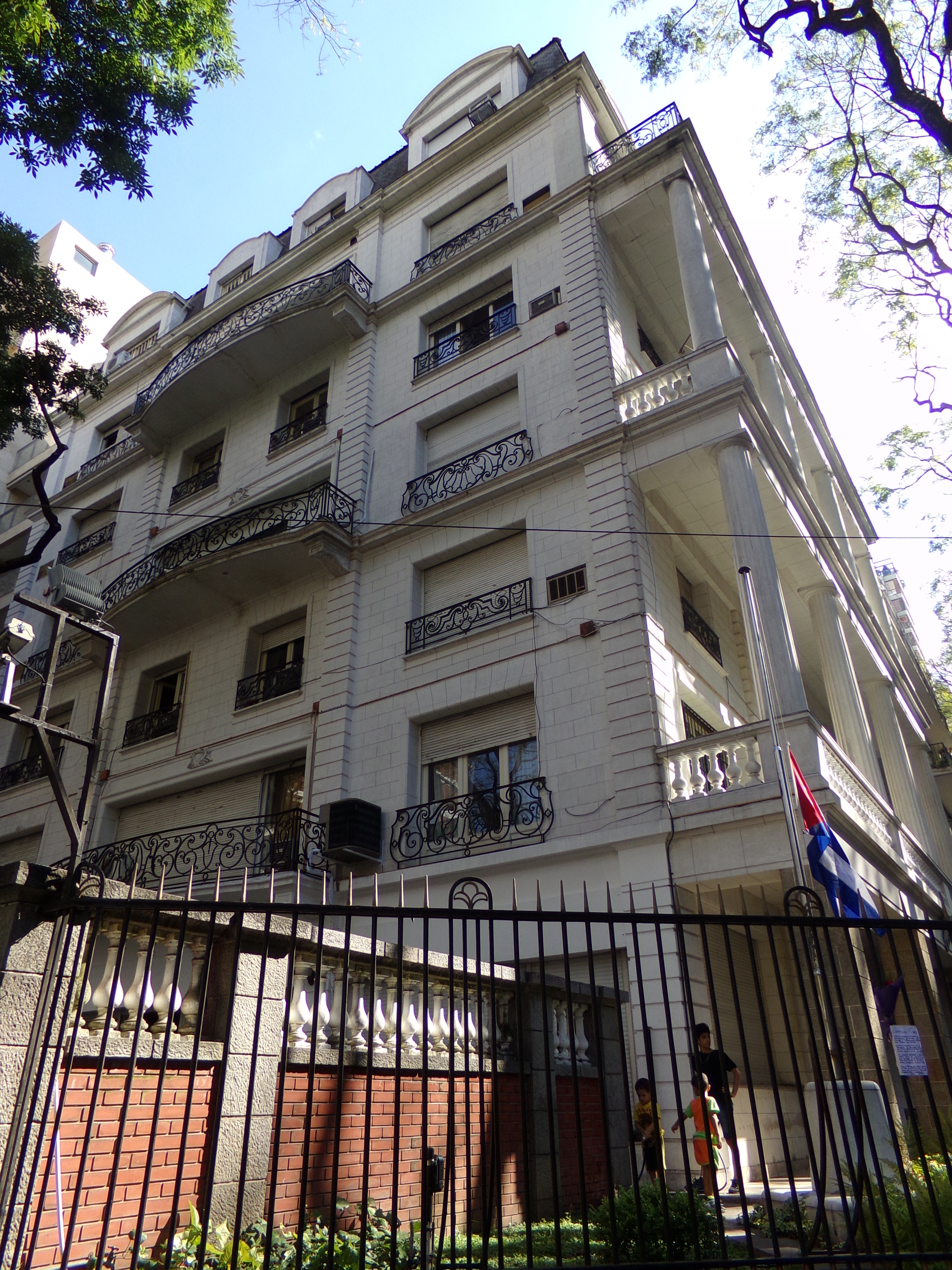
سفارة كوبا
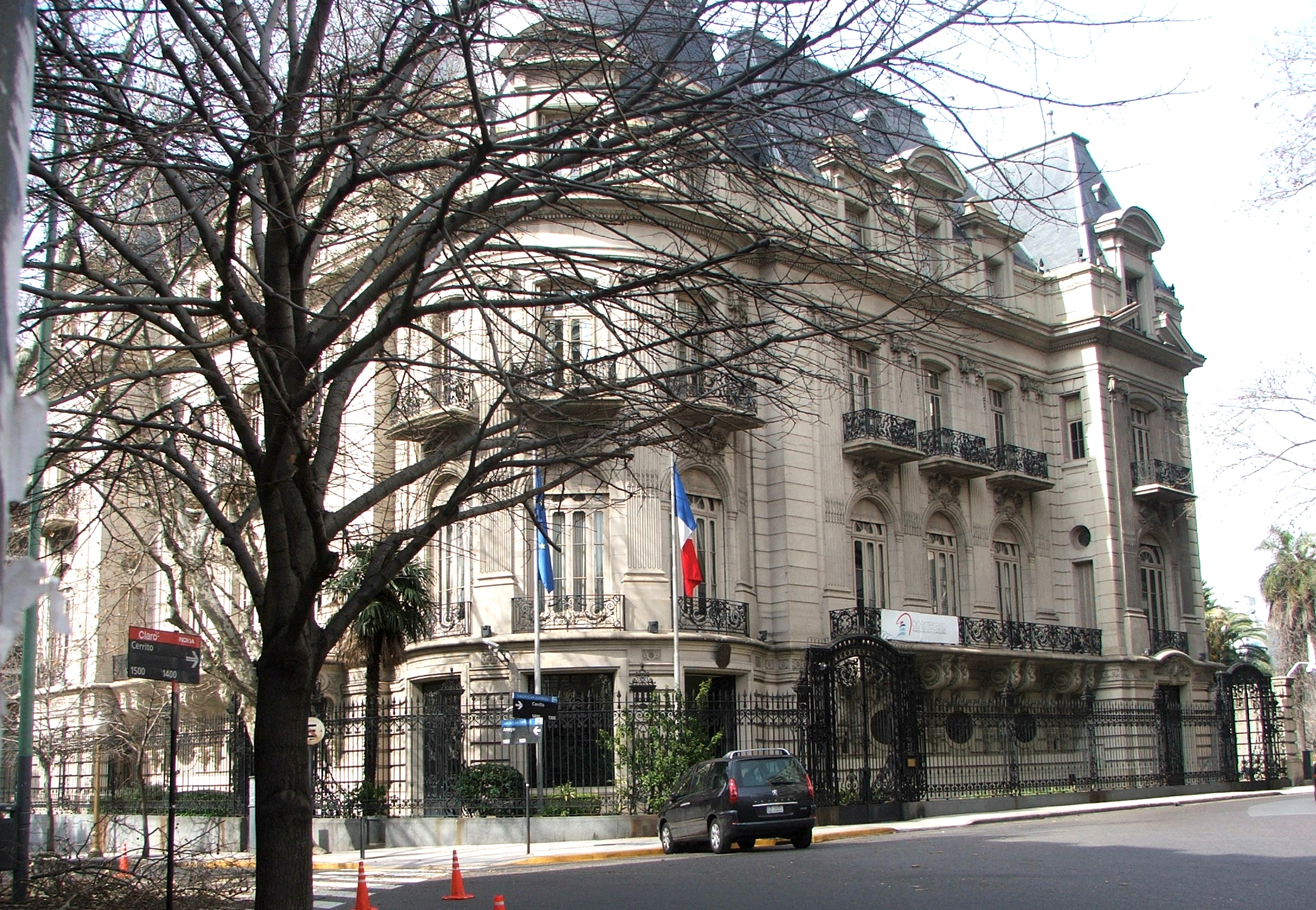
سفارة فرنسا
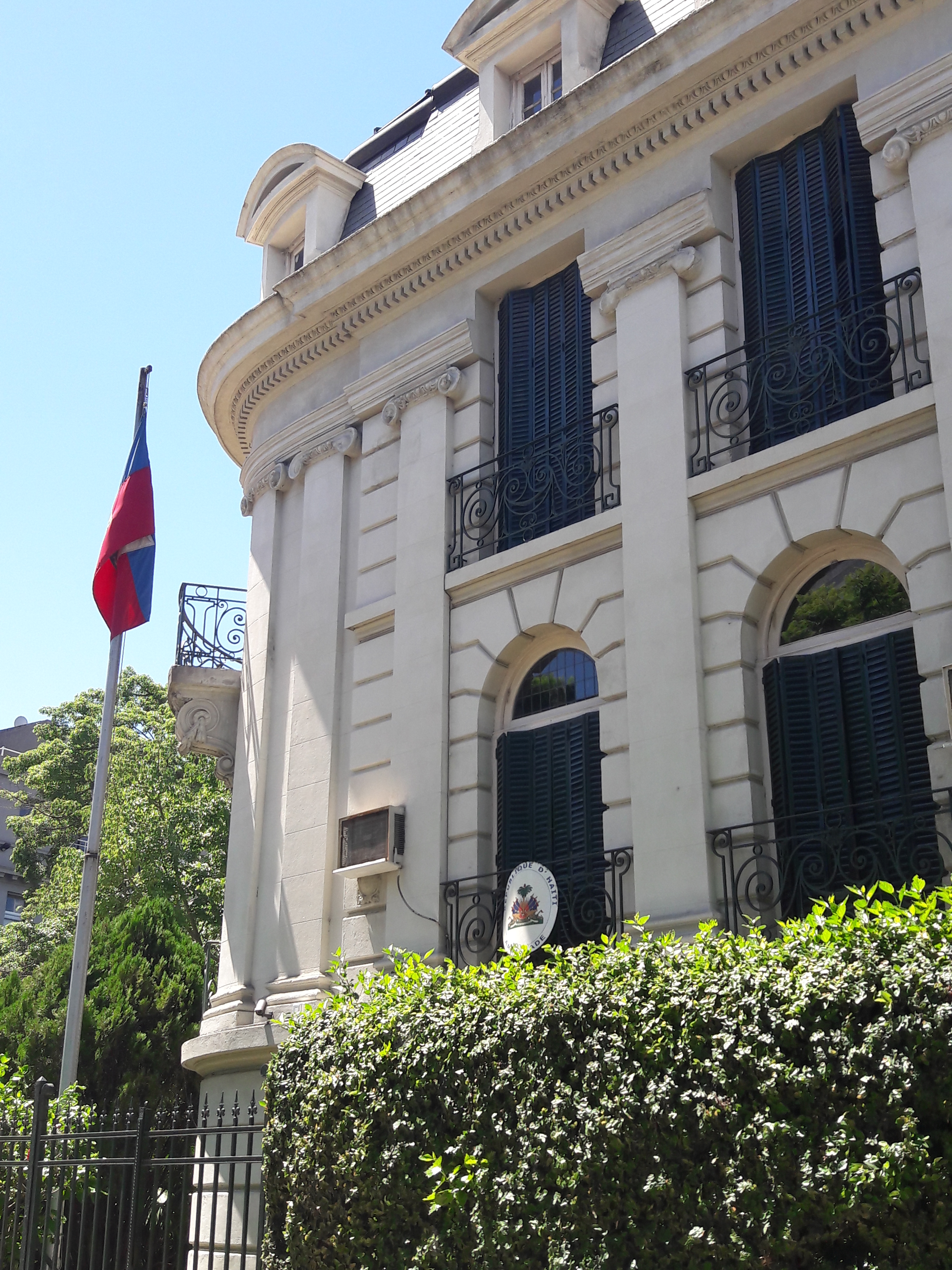
سفارة هايتي
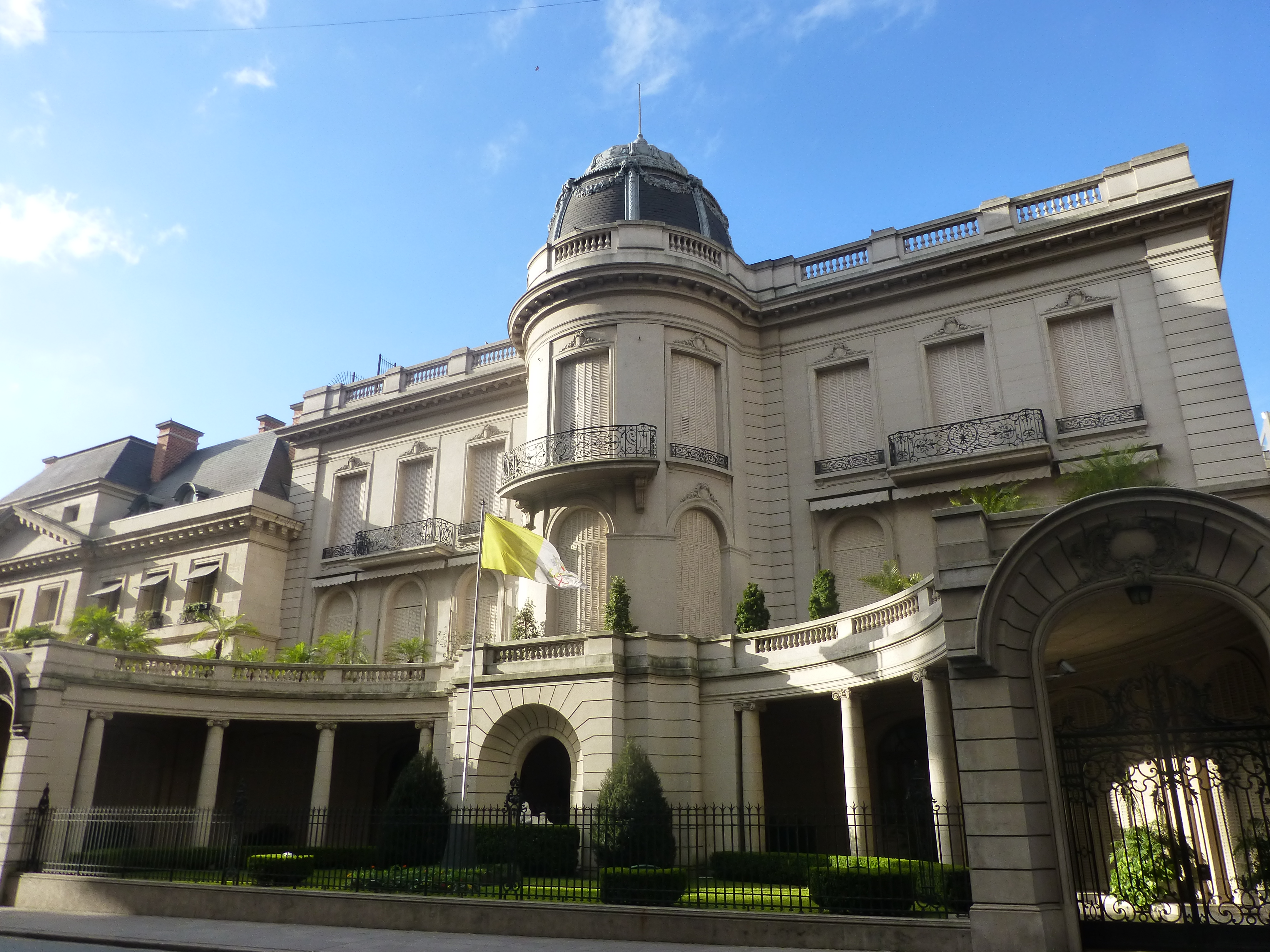
السفارة الرسولية للكرسي الرسولي
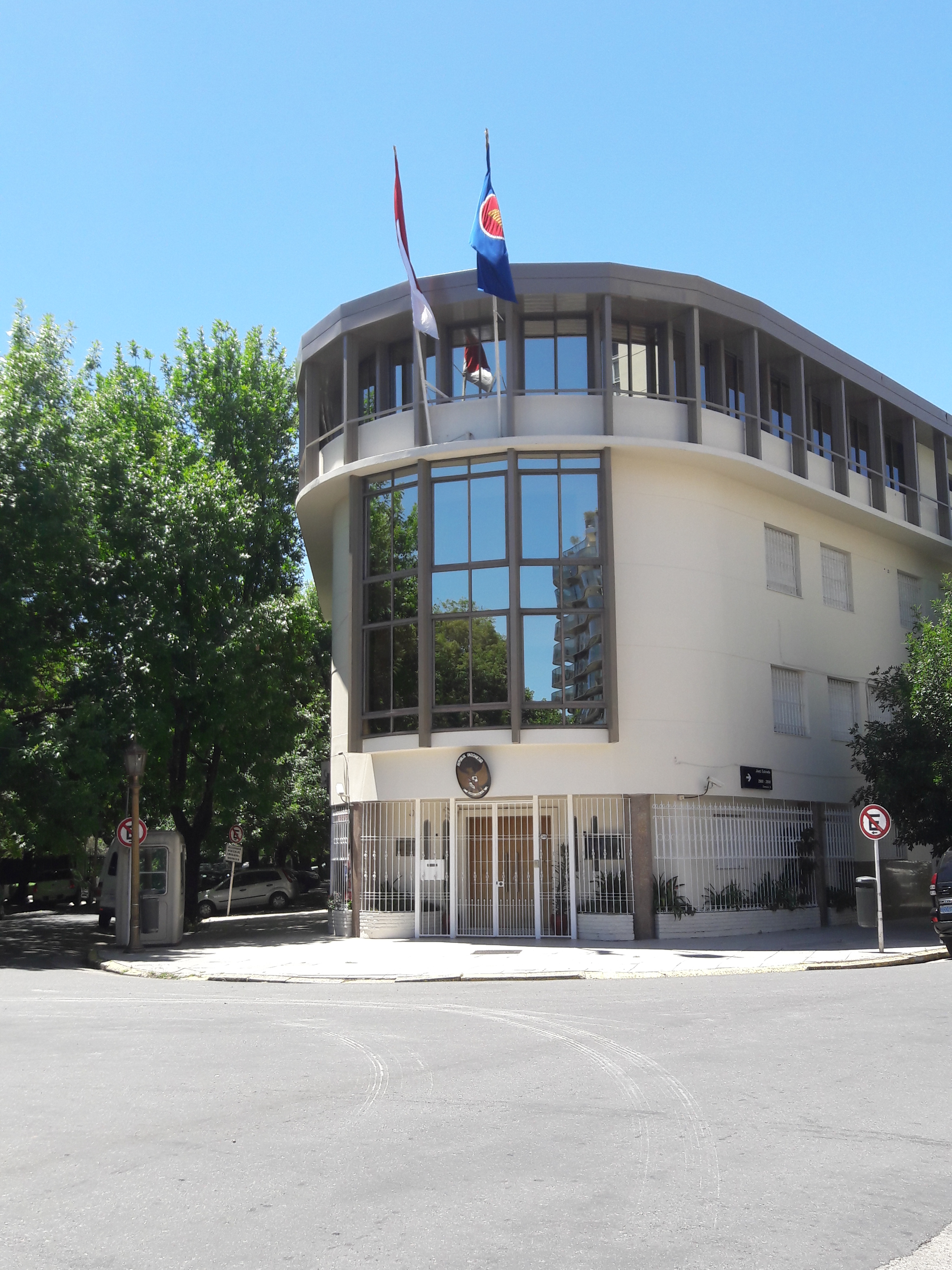
السفارة الأندونيسية
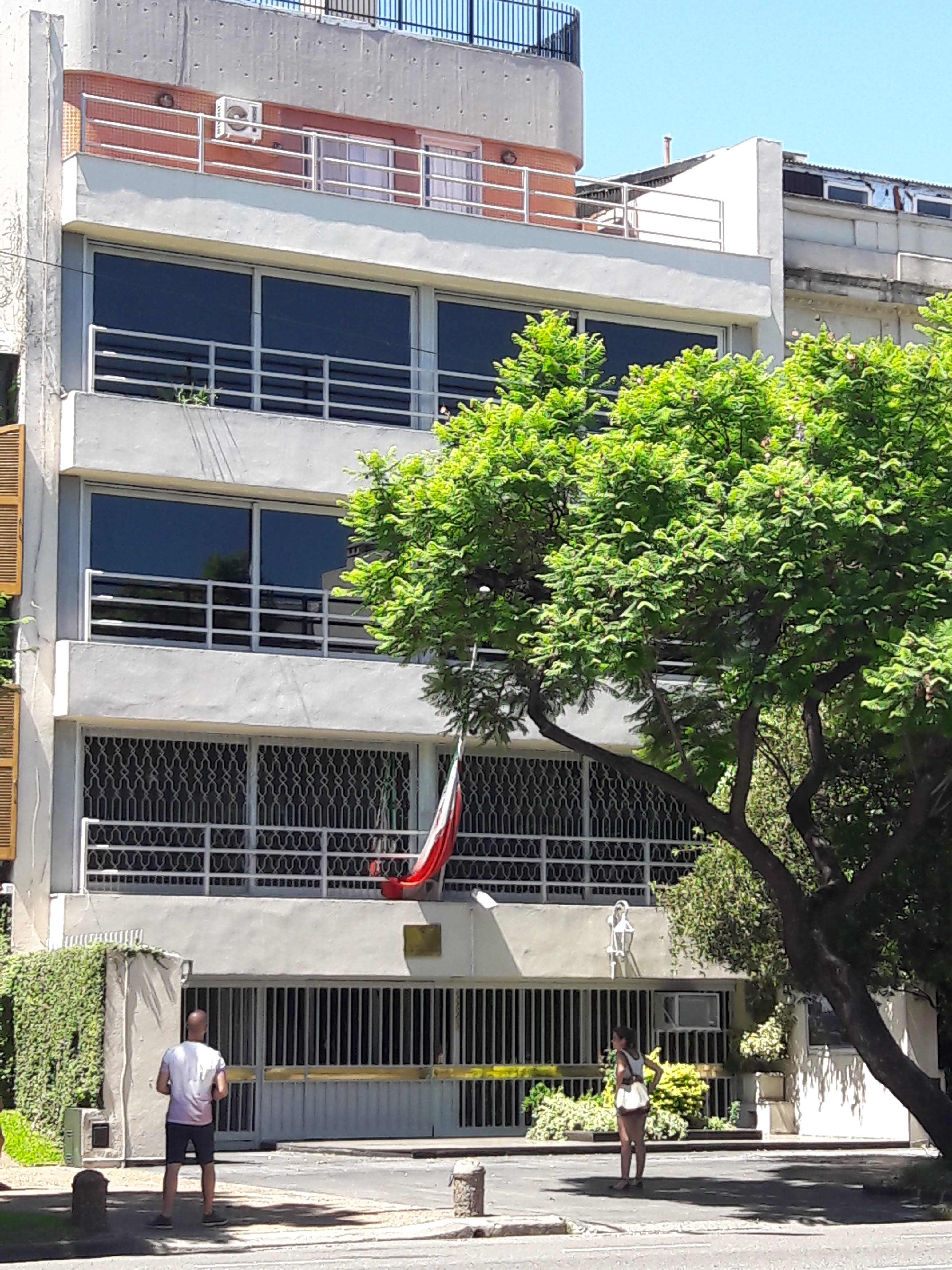
السفارة الإيرانية
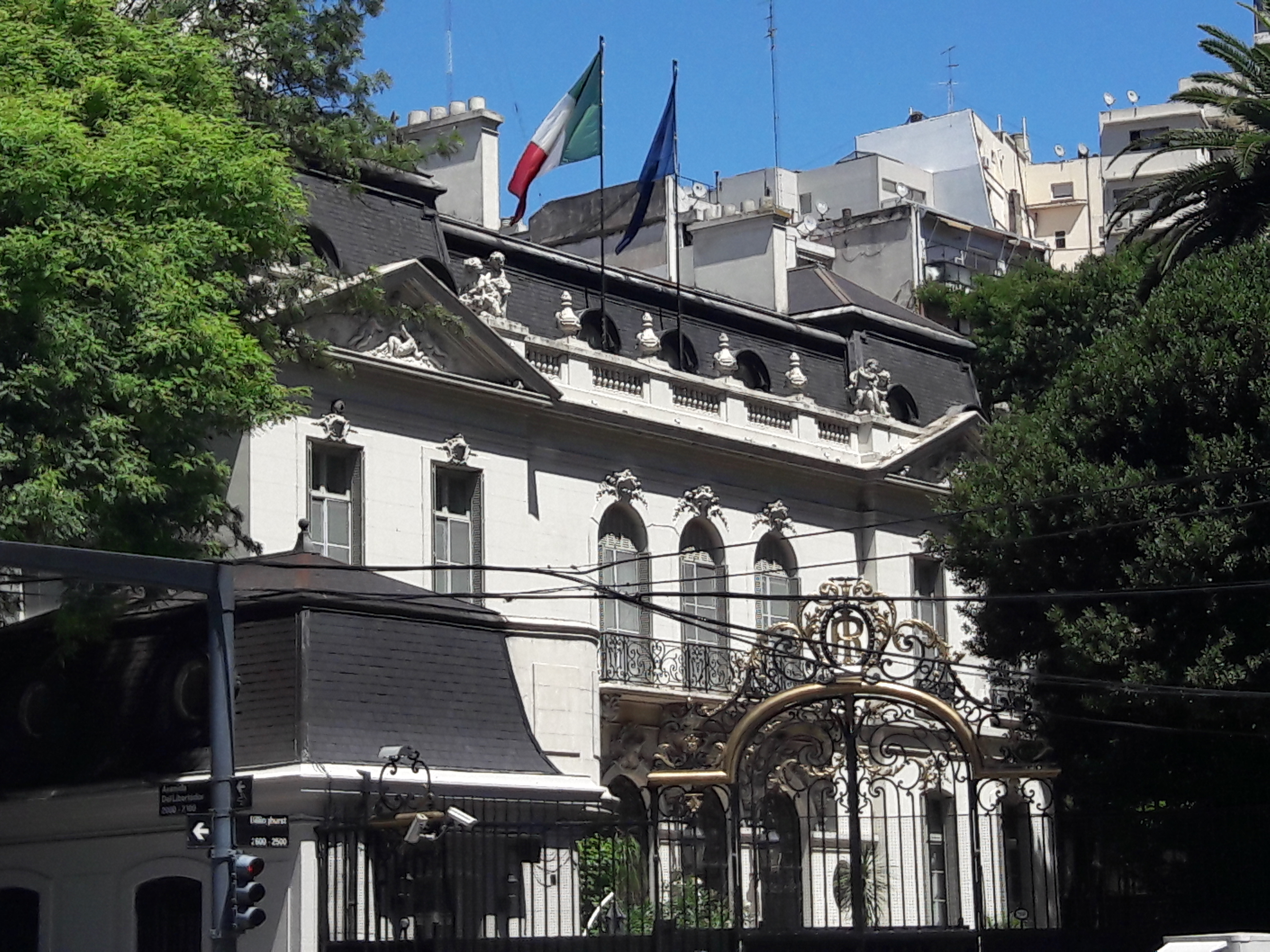
السفارة الإيطالية
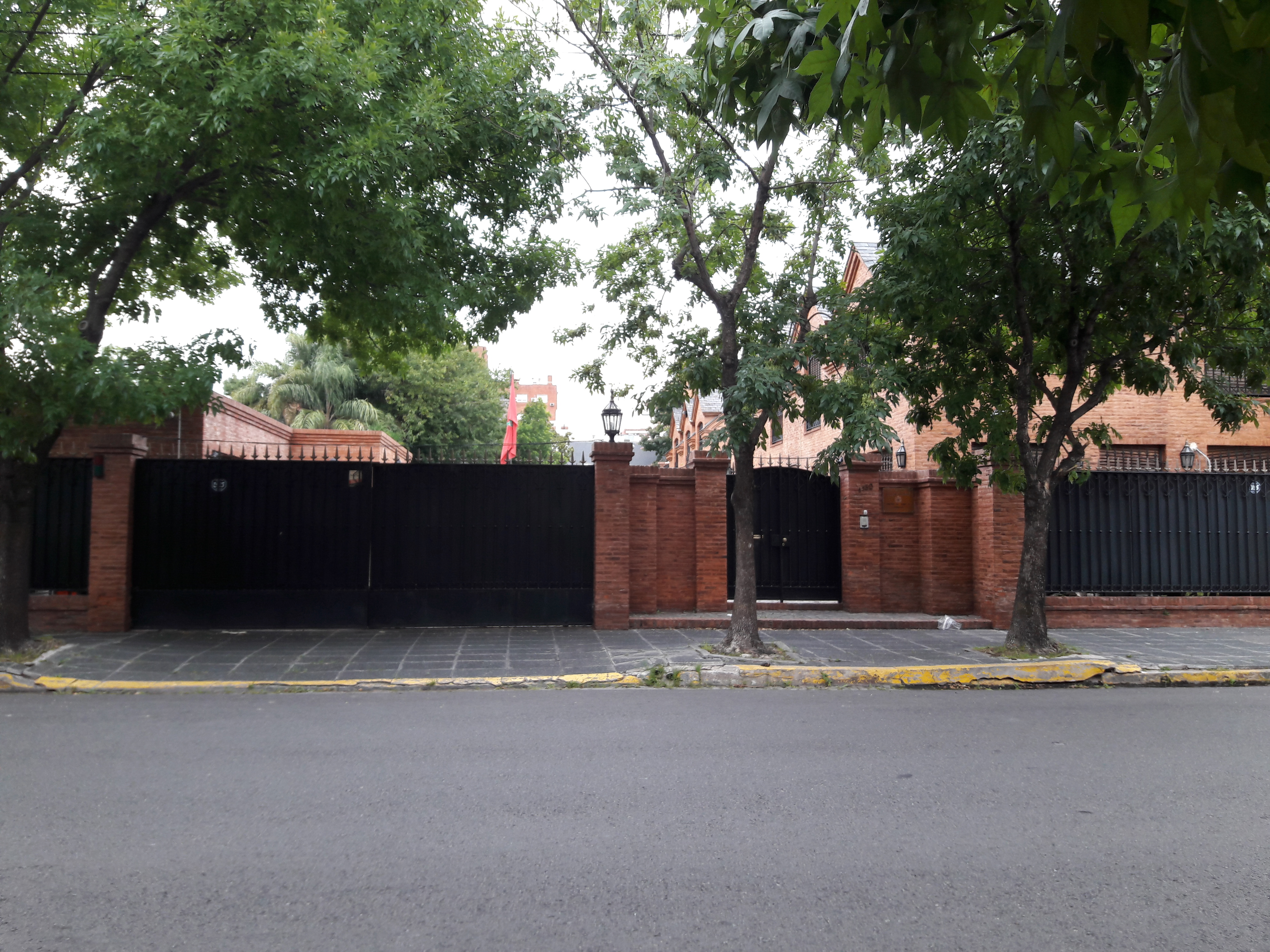
السفارة المغربية
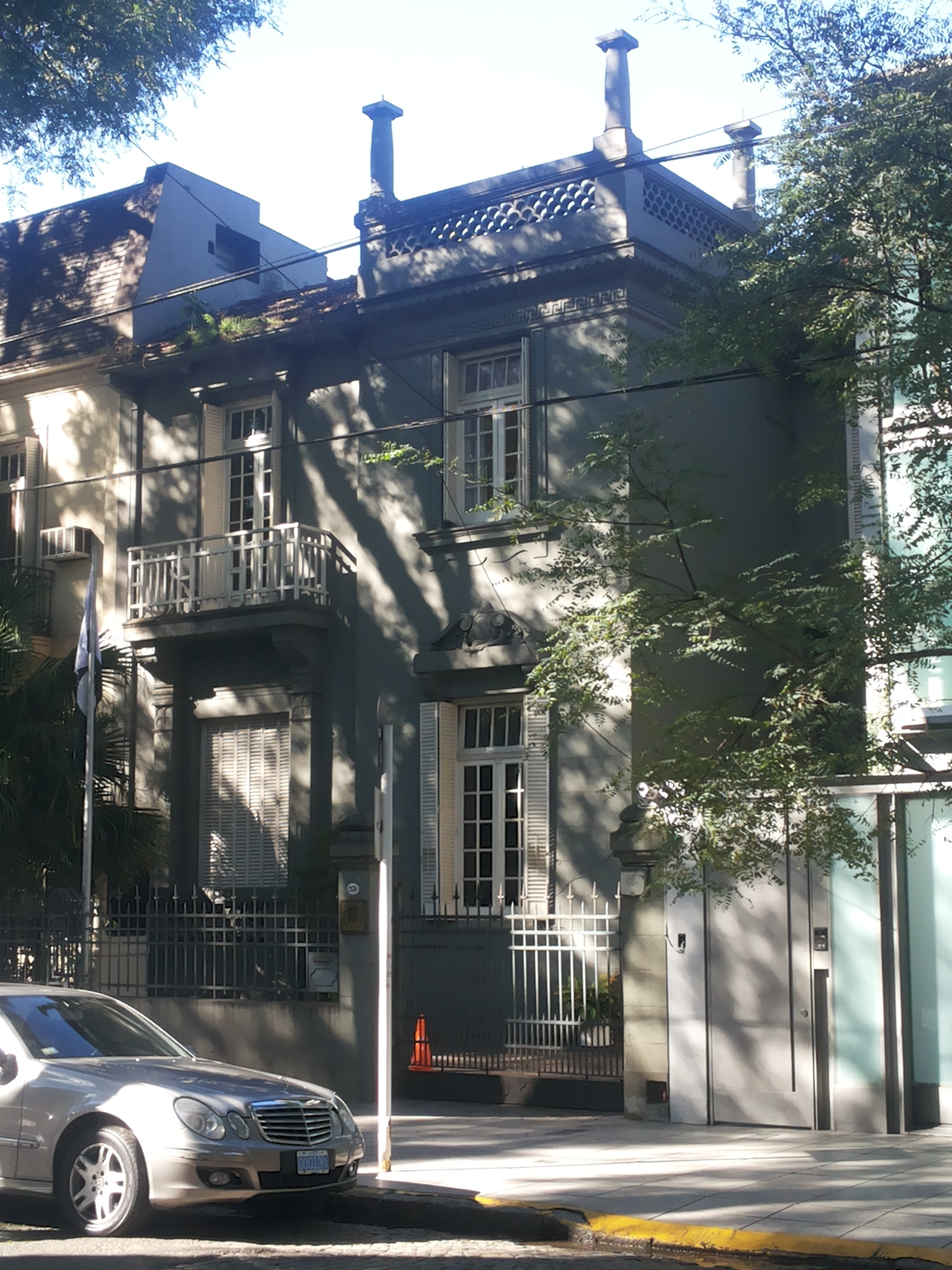
السفارة الباكستانية
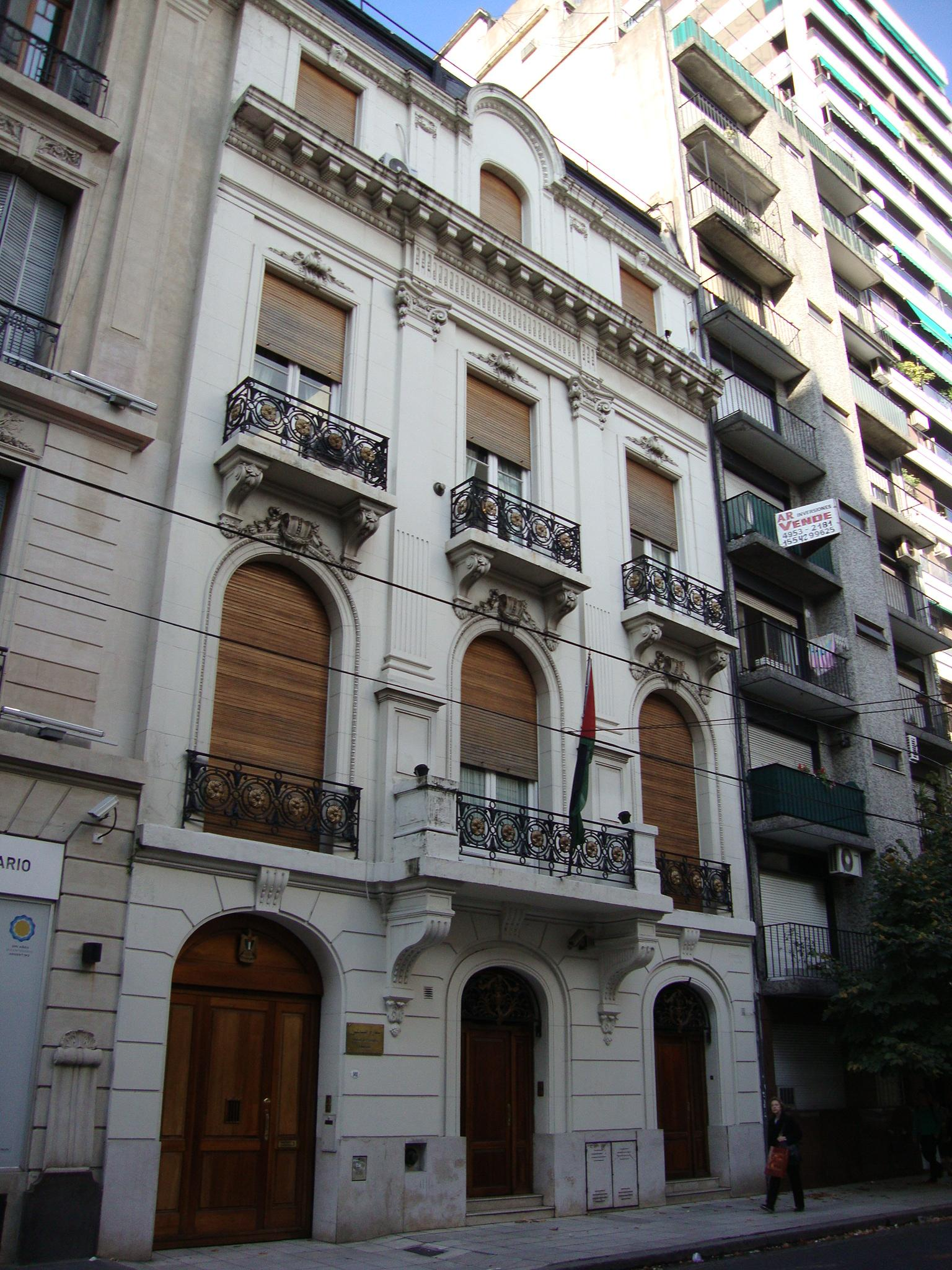
السفارة الفلسطينية
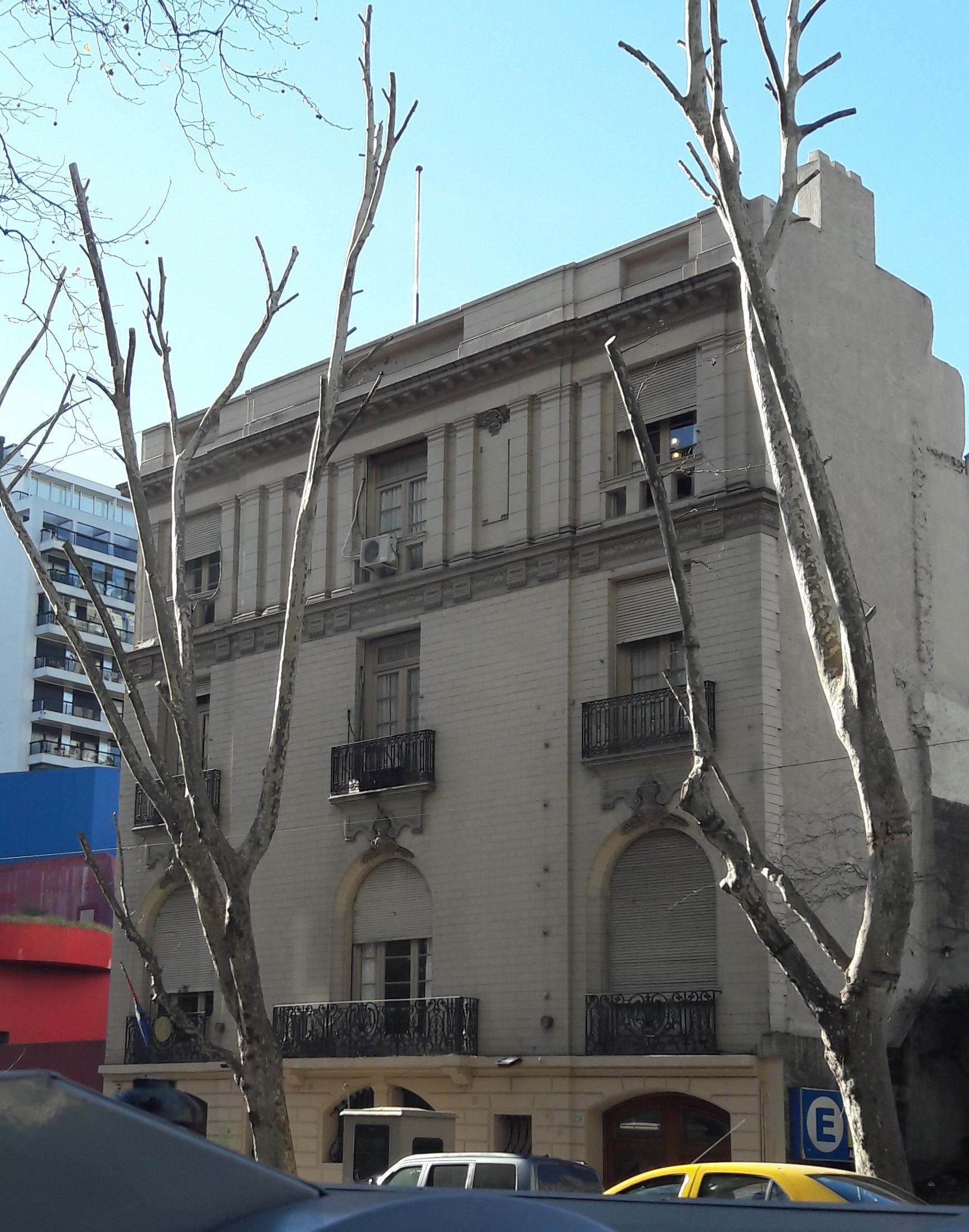
سفارة الأوروجواي
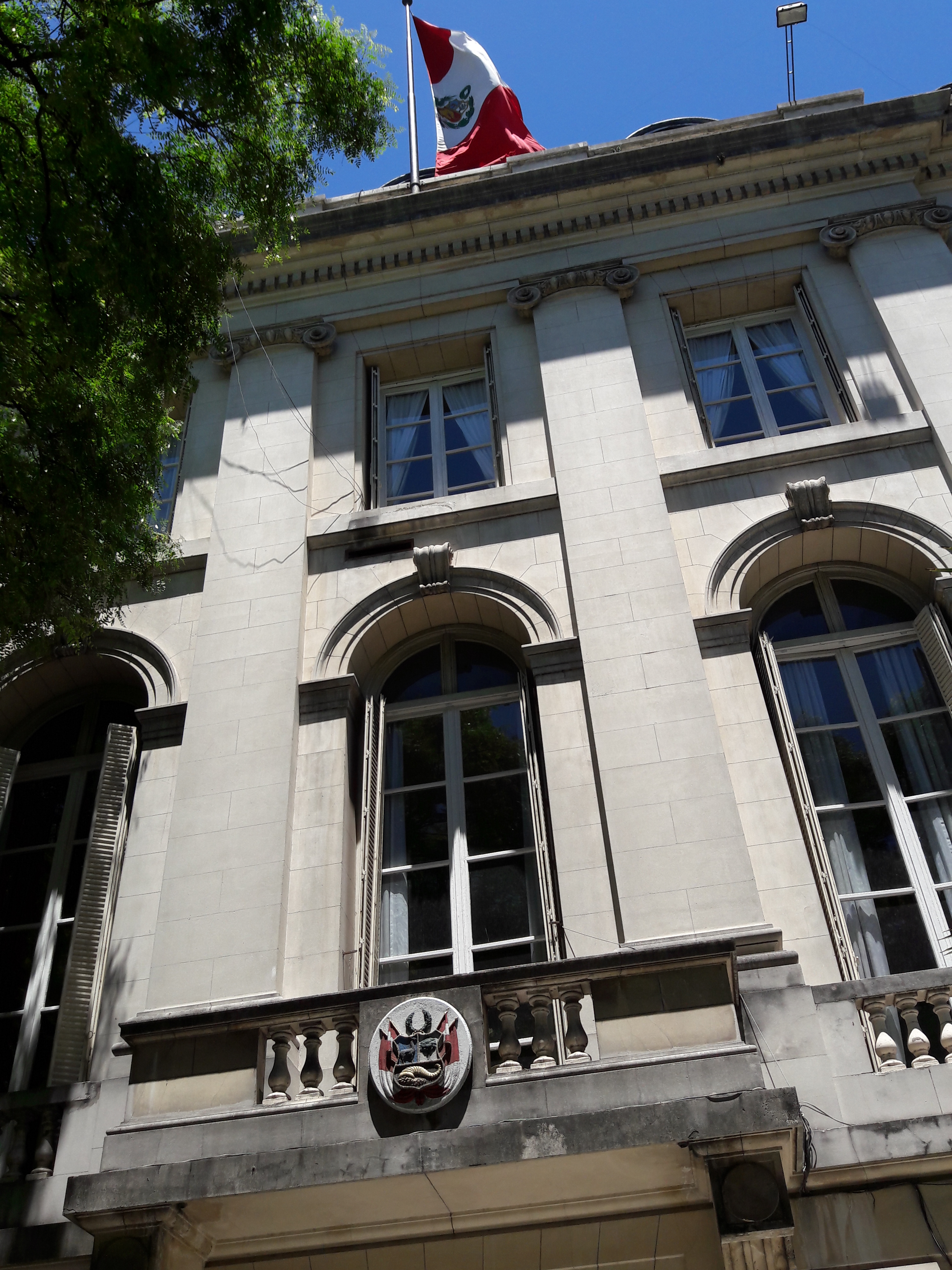
سفارة بيرو
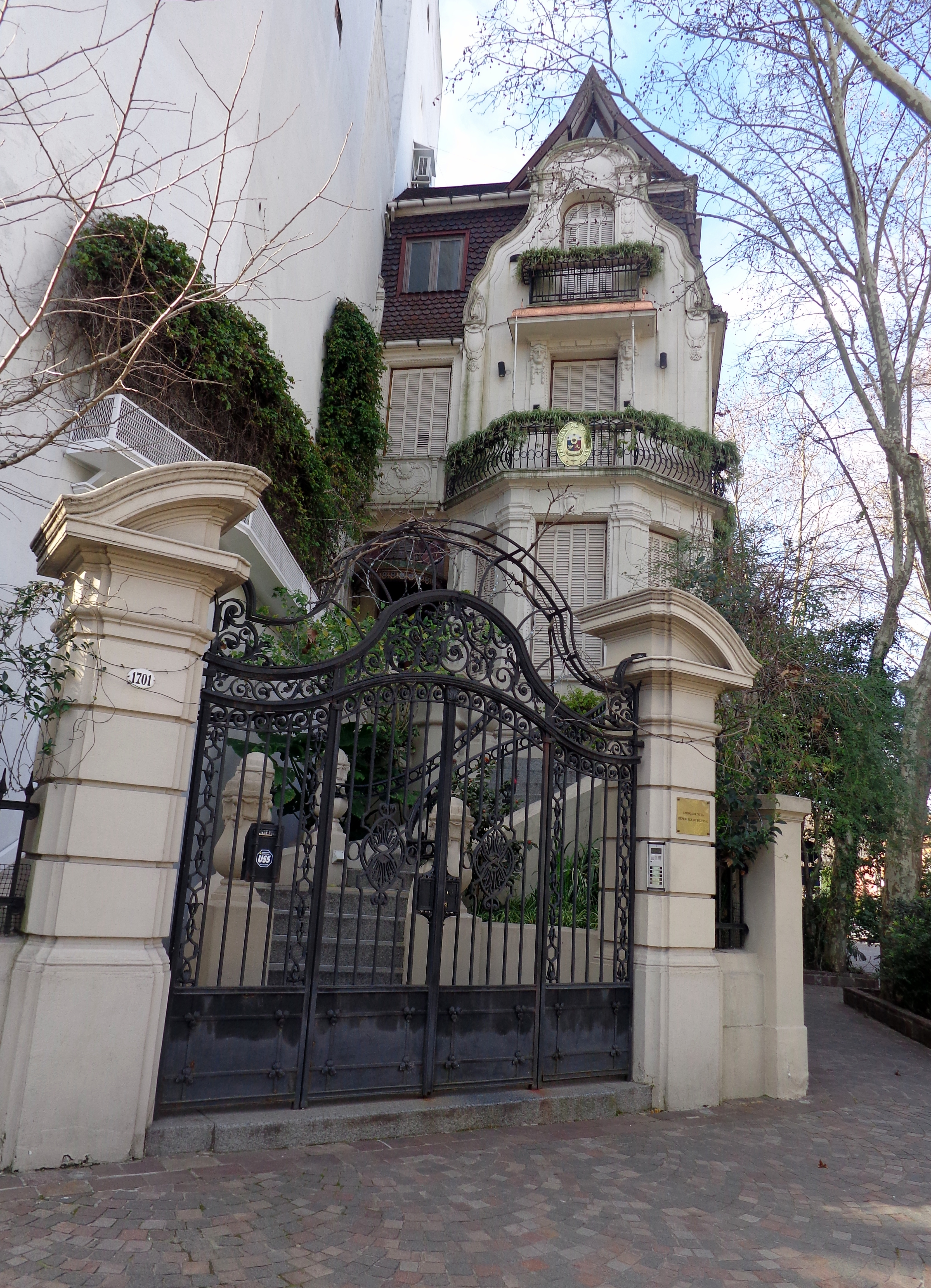
السفارة الفلبينية
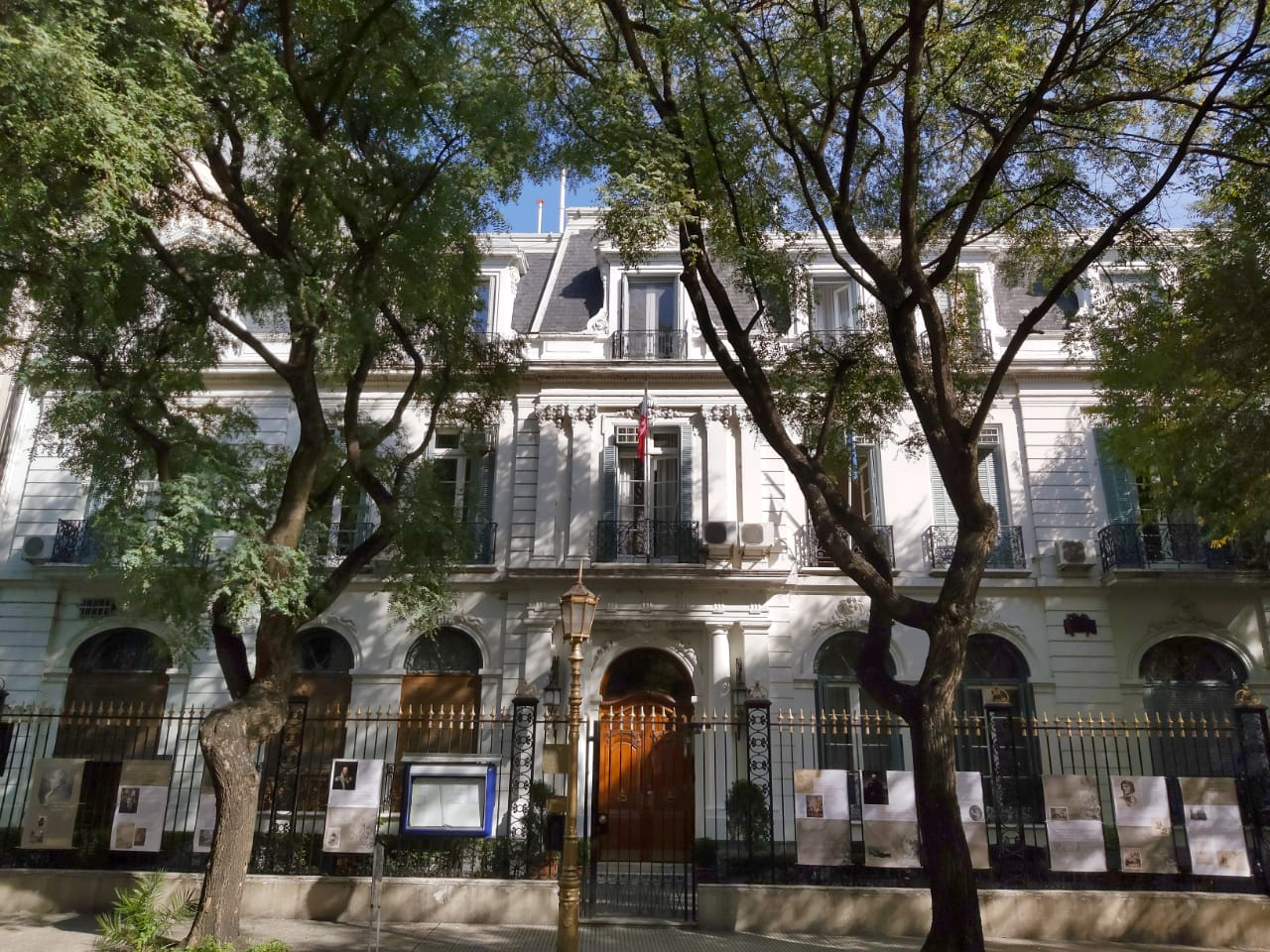
سفارة بولندا
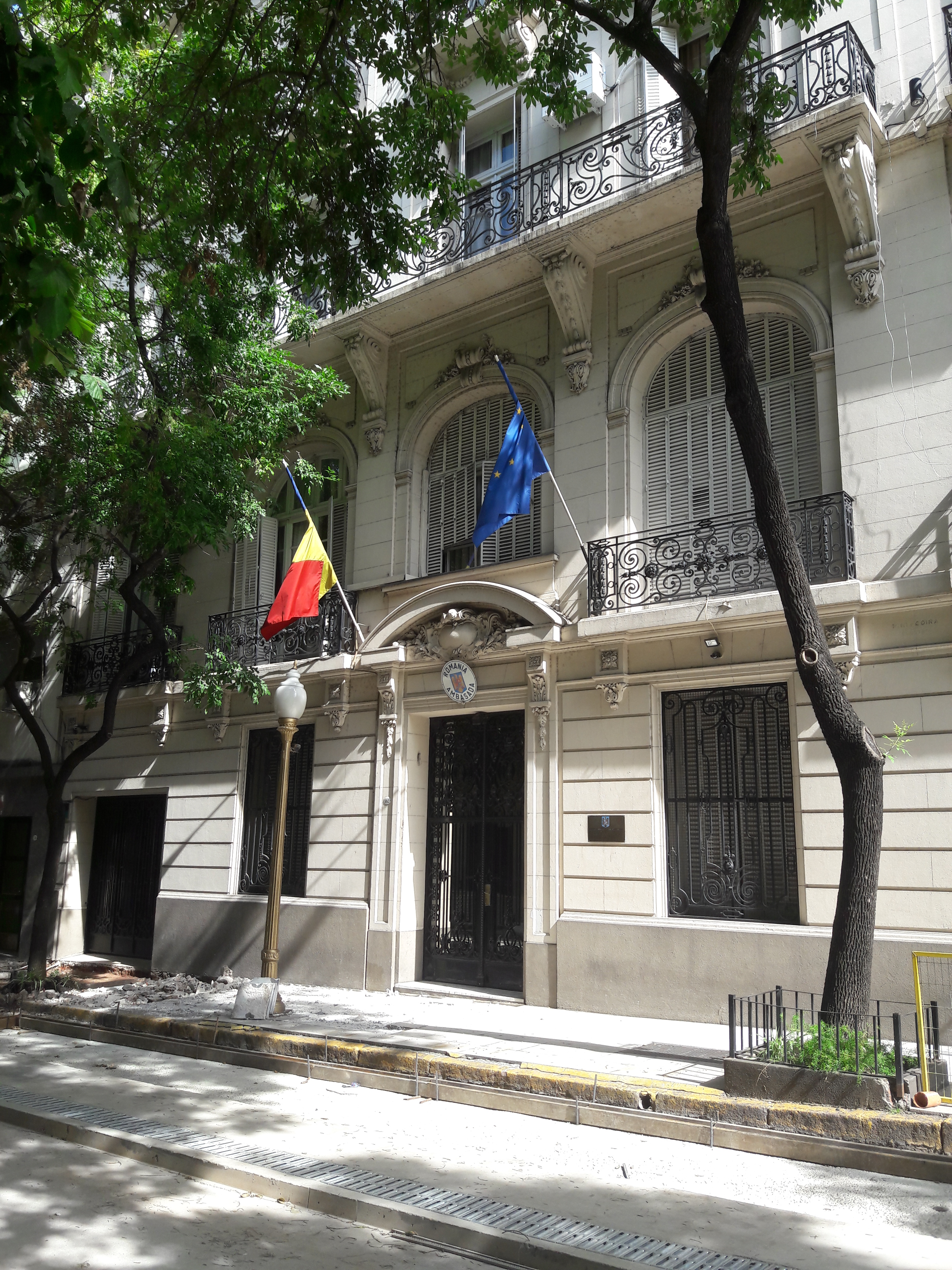
سفارة رومانية
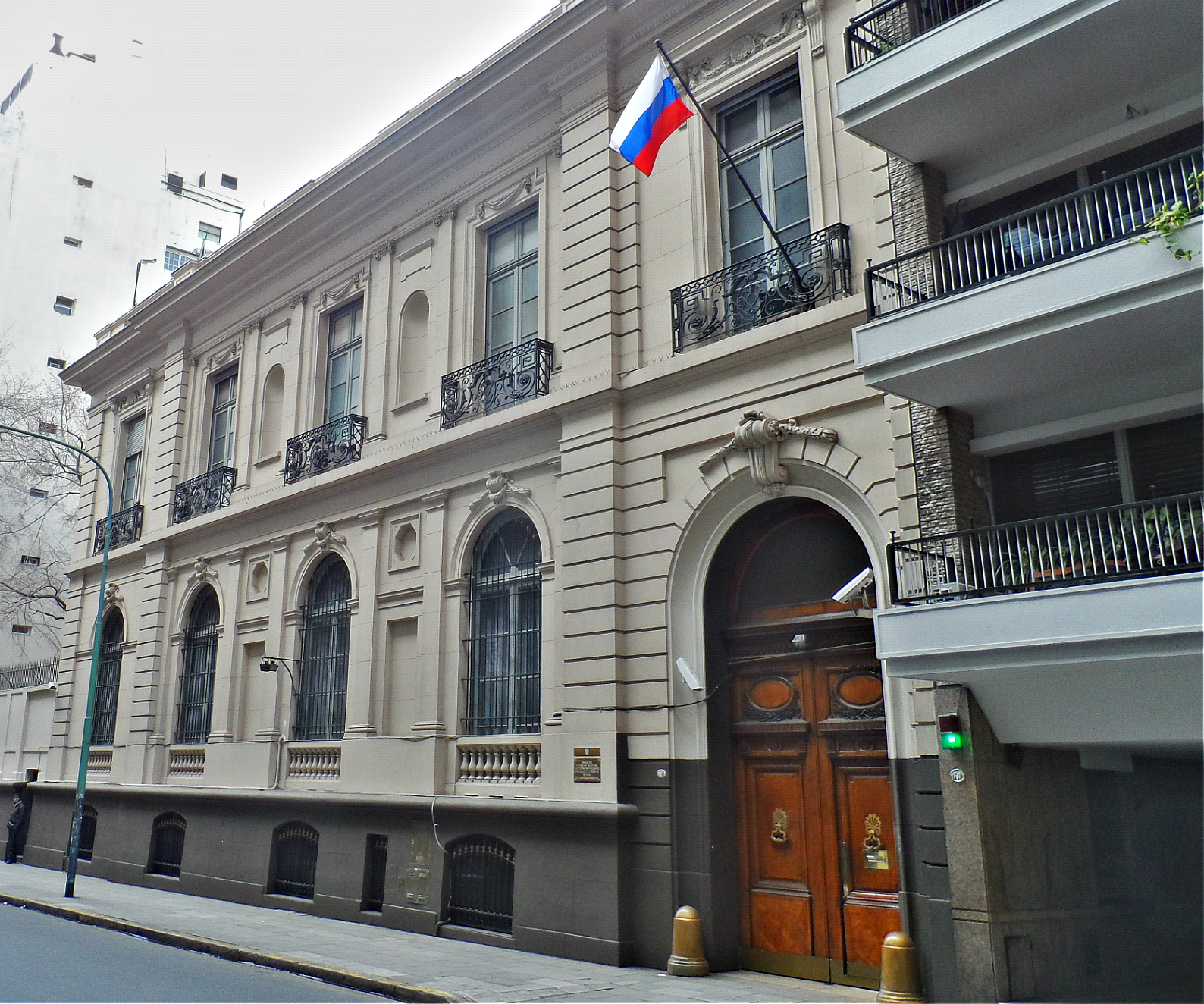
سفارة روسيا
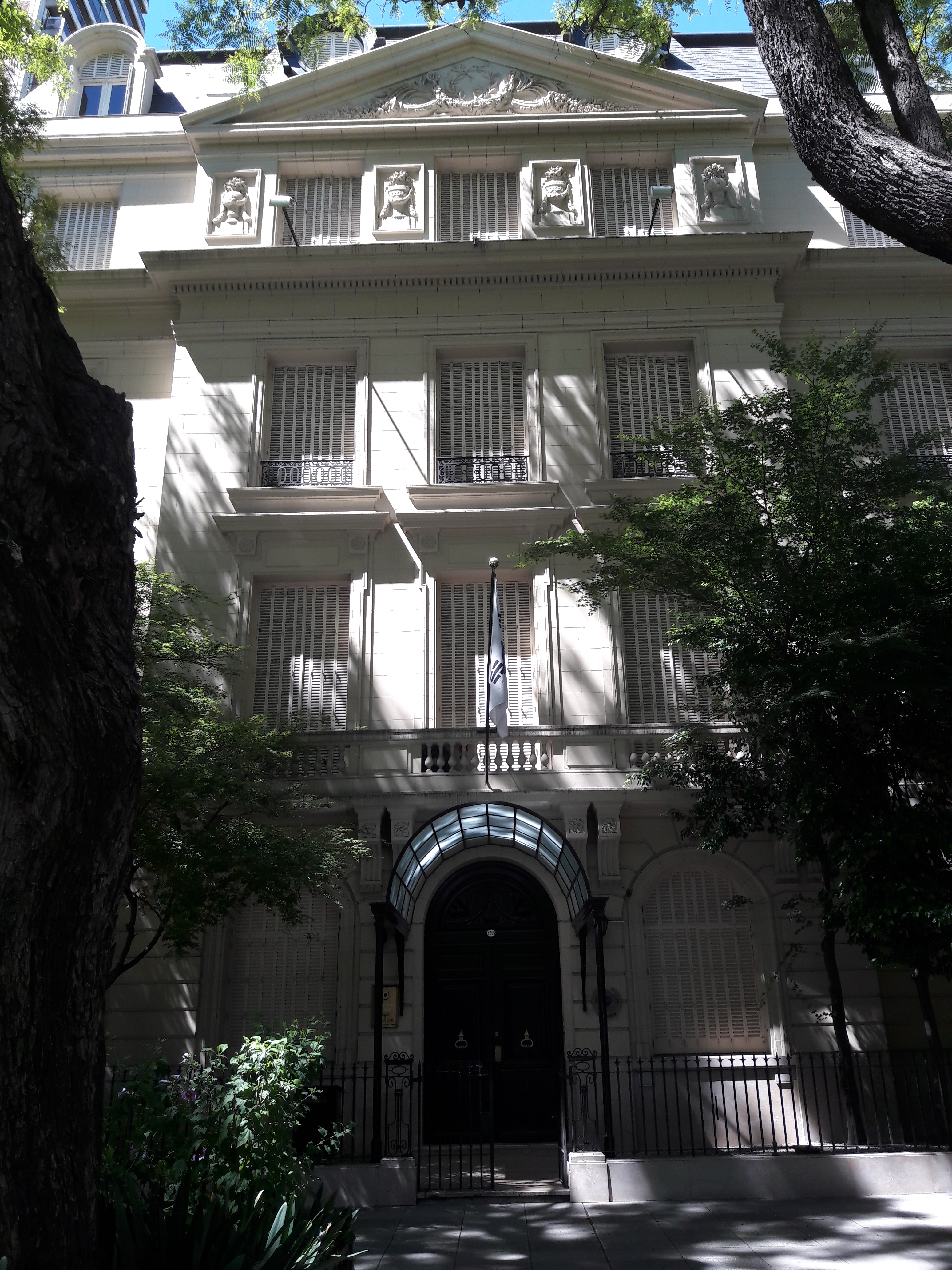
سفارة كوريا الجنوبية
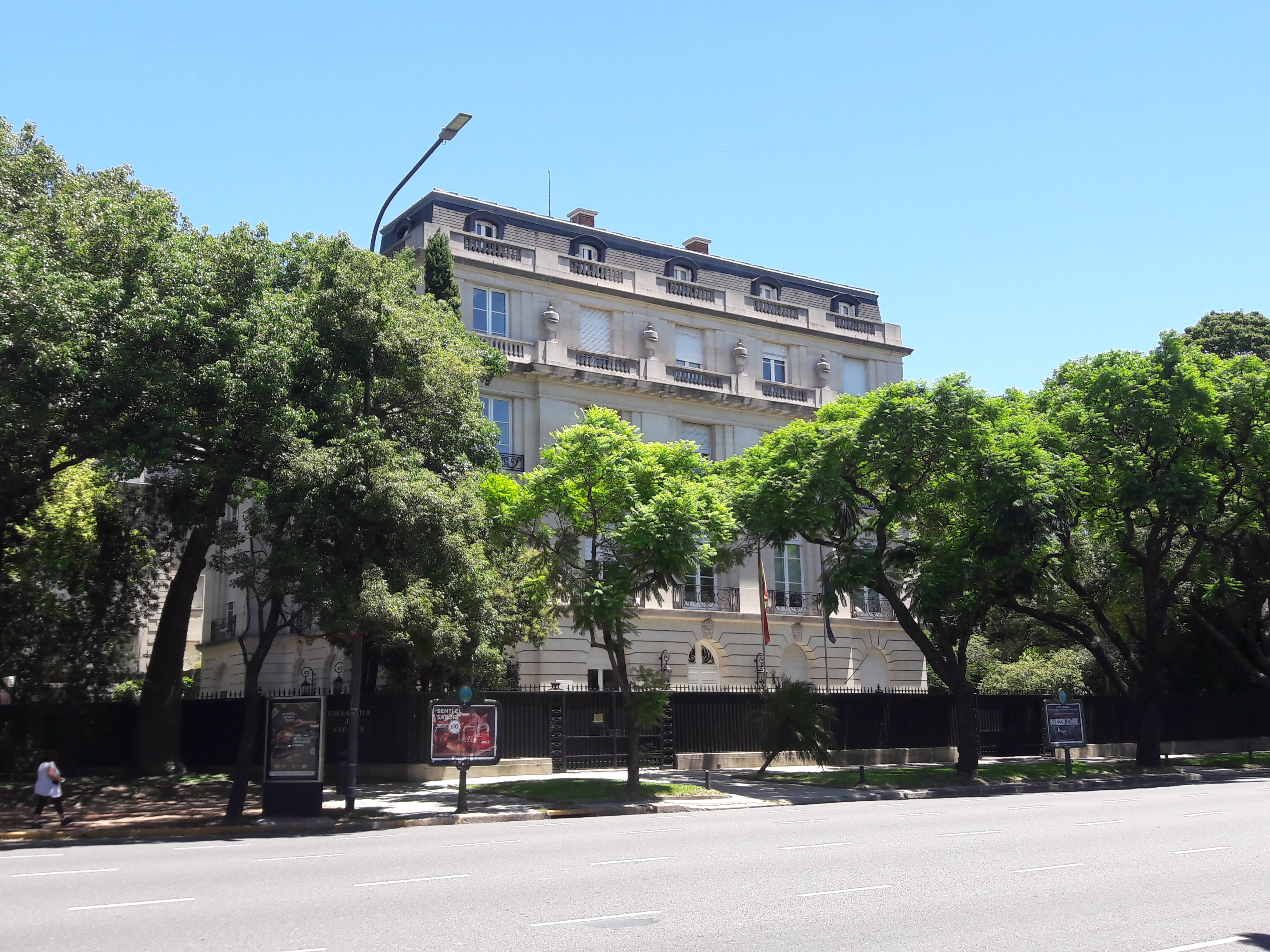
السفارة الأسبانية
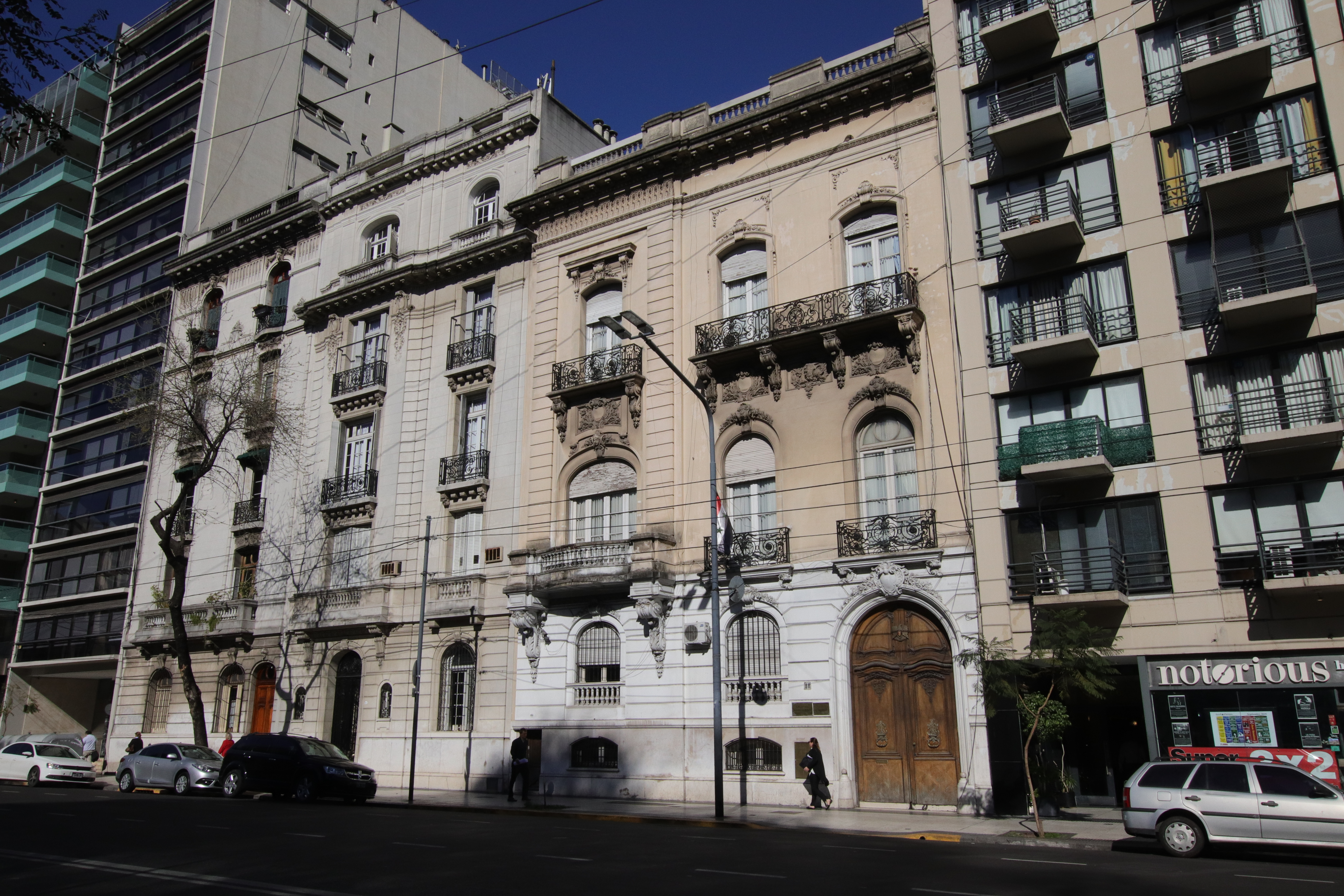
السفارة السورية
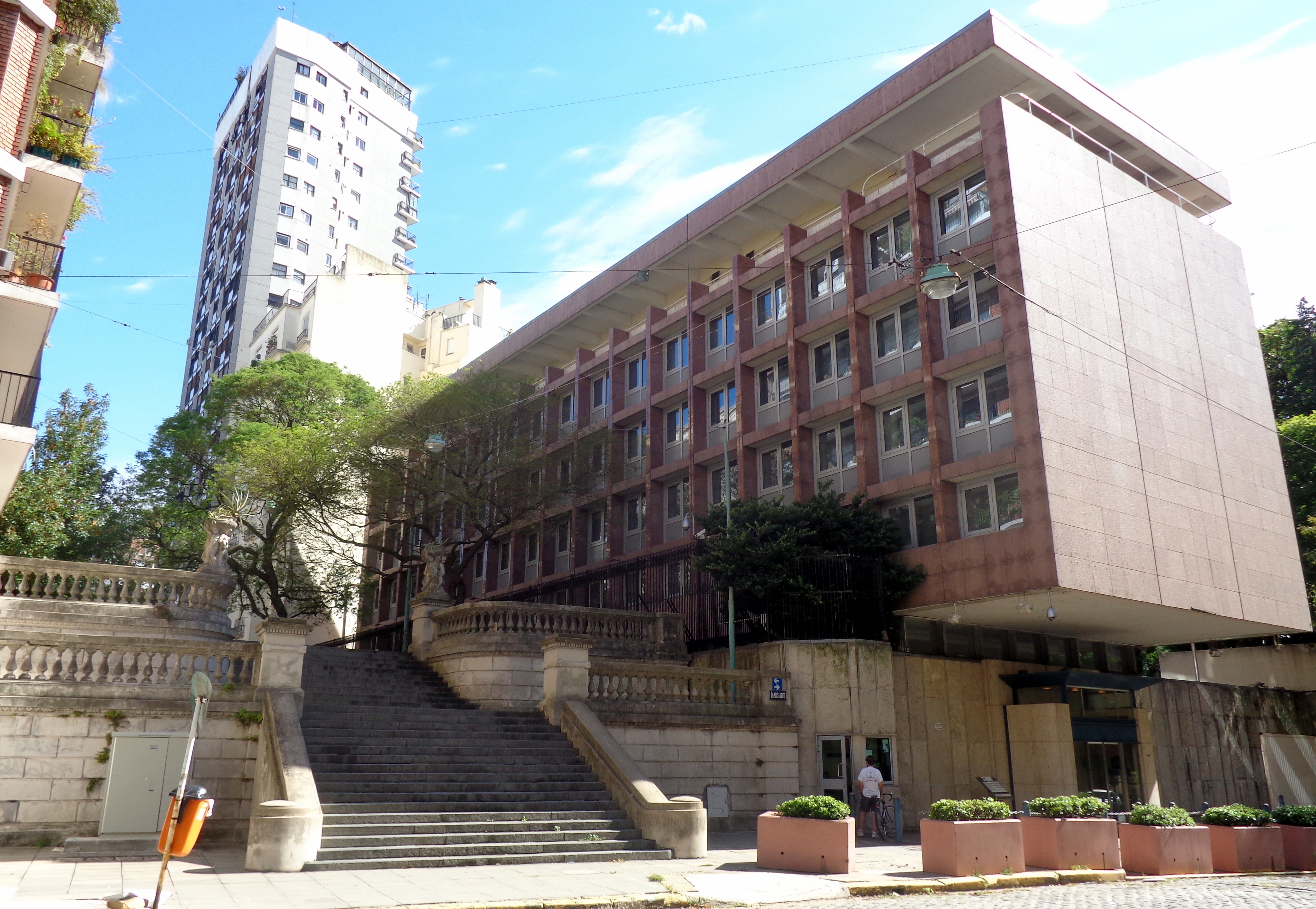
سفارة المملكة المتحدة
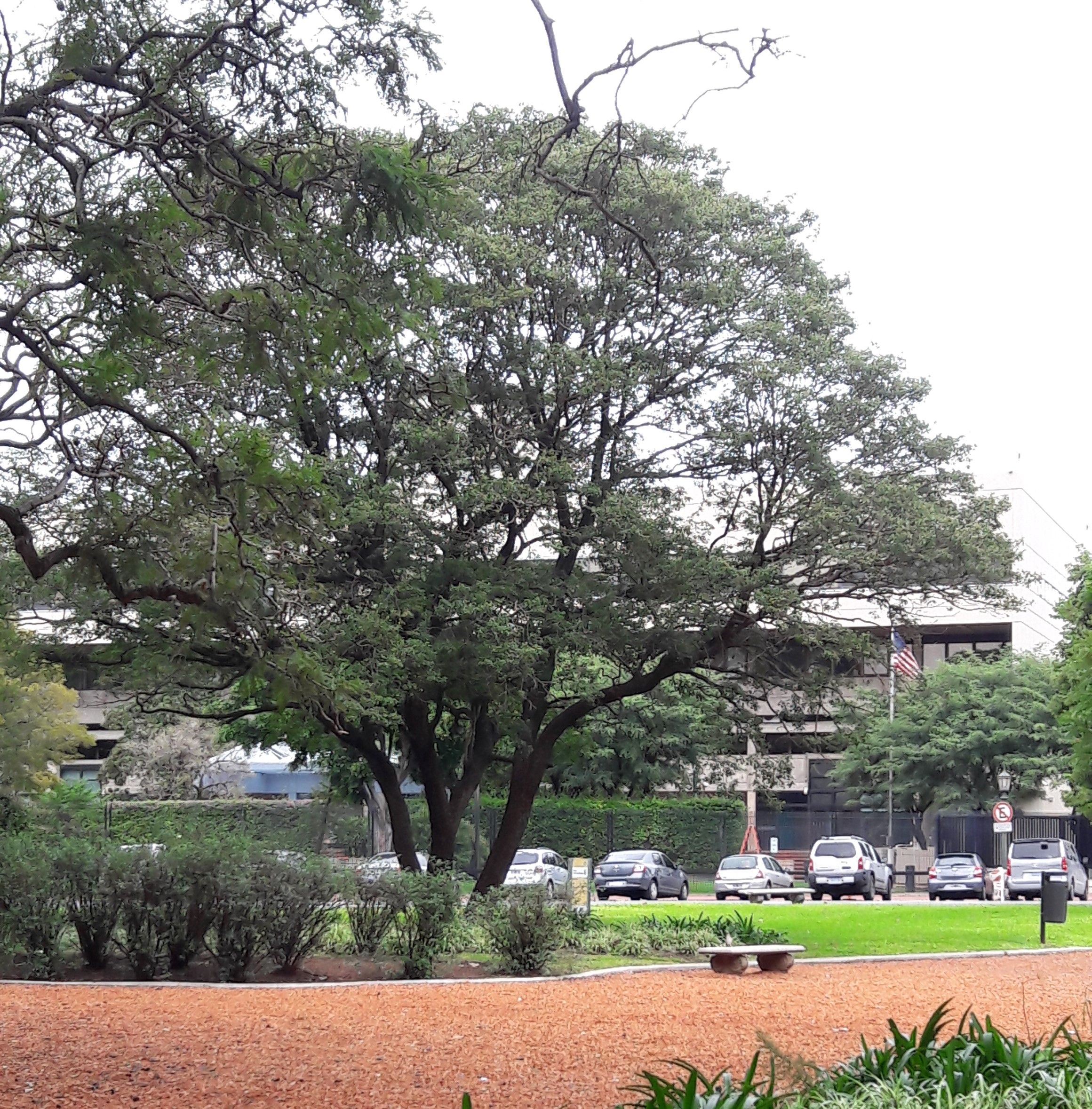
السفارة الأمريكية
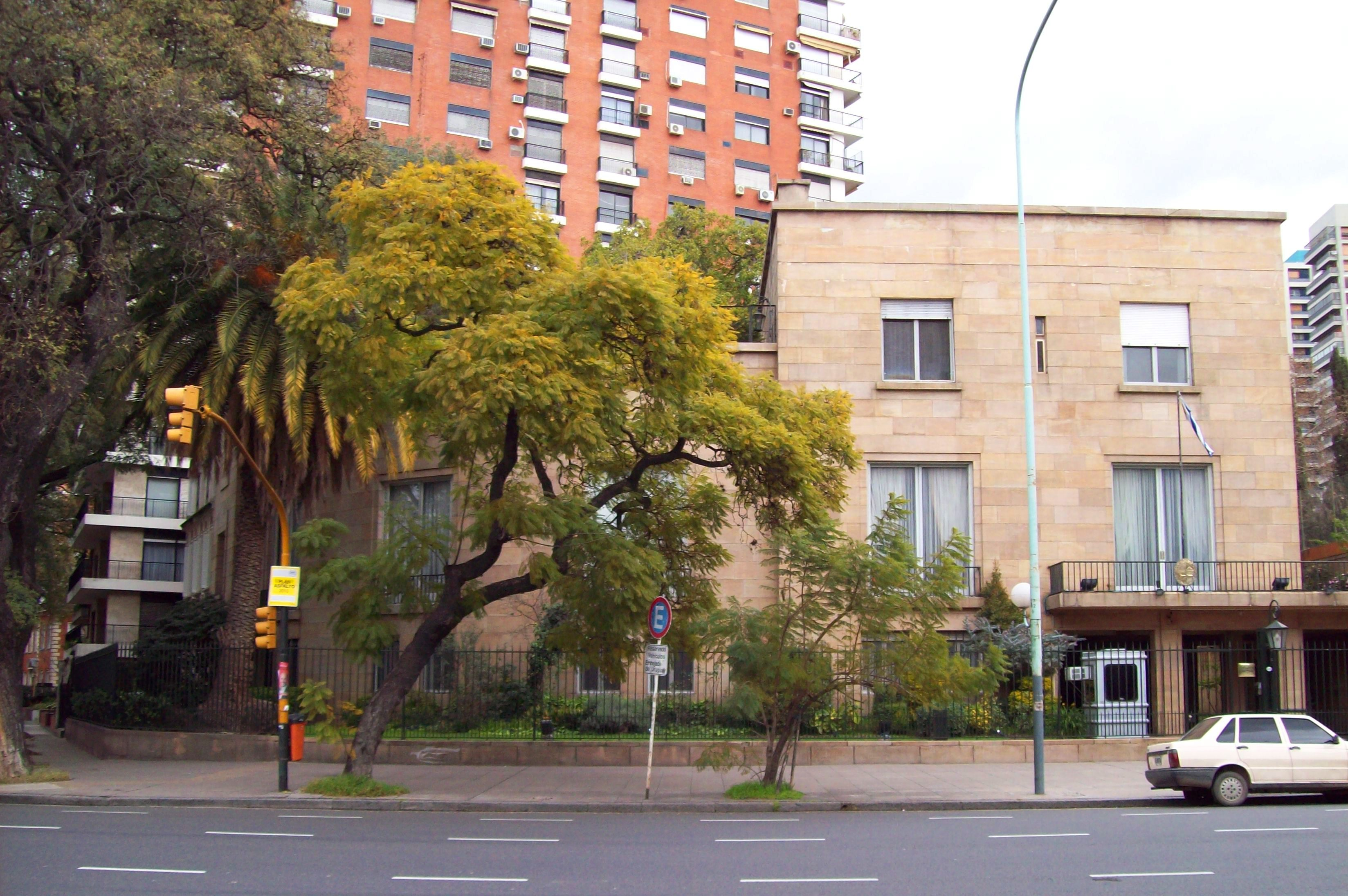
Residence of the Embassy of Uruguay
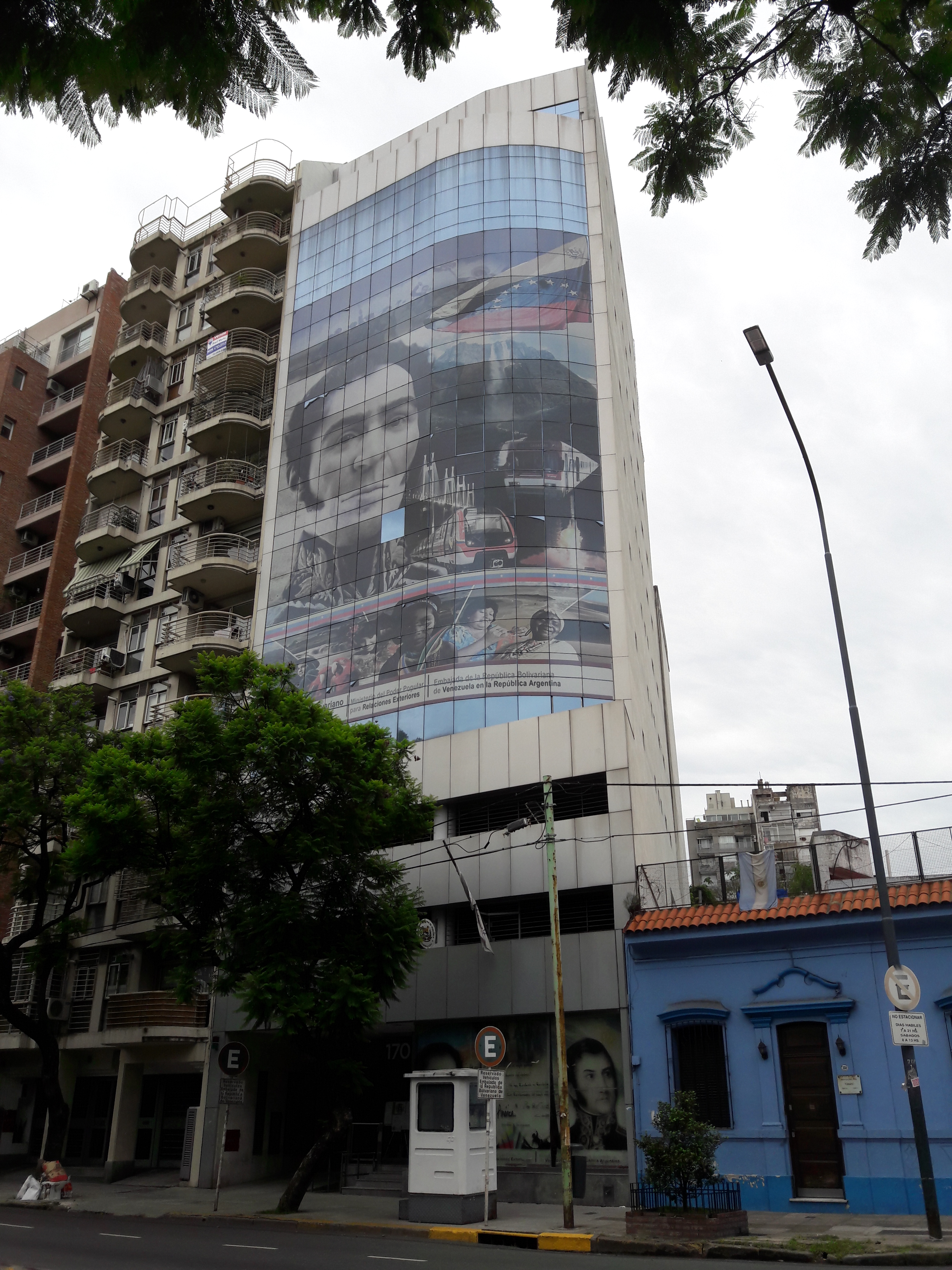
سفارة فانزويلا

## البعثات القنصلية

### باهيا بلانكا
- تشيلي (قنصلية)
- إيطاليا القنصلية العامة
- أسبانيا القنصلية العامة

### باريلوتشي
- تشيلي (القنصلية العامة)

### كلوريندا، فورموزا (مدينة)
- Paraguay (قنصلية)[1]

### كومودورو ريفادافيا (مدينة)
- تشيلي (قنصلية)

### كونكورديا، انتري ريوس (مدينة)
- أوروجواي القنصلية العامة

### قرطبة (الأرجنتين)
- بوليفيا القنصلية
- البرازيل القنصلية العامة
- تشيلي (القنصلية العامة)
- إيطاليا القنصلية العامة
- أوروجواي (قنصلية) [1]
- بيرو ( القنصلية العامة)[2]
- أسبانيا القنصلية العامة
- أوروجواي القنصلية العامة

### كورينتس
- أوروجواي القنصلية

### فورموزا
- أوروجواي (قنصلية) [1]

### جيوليجياشو
- أوروجواي قنصلية

### سان سلفادور دي خوخوي (مدينة)
- بوليفيا القنصلية

### لابلاتا (بوينس آيرس)
- إيطاليا القنصلية العامة
- أوروجواي (قنصلية) [1]
- بيرو (القنصلية العامة) [3]

### لا كوياكا
- بوليفيا القنصلية

### لوماس دي ثامورا
- إيطاليا الوكالة القنصلية

### مار دل بلاتا
- تشيلي (قنصلية)
- إيطاليا القنصلية

### مندوزا (الأرجنتين)
- بوليفيا القنصلية
- البرازيل القنصلية العامة
- تشيلي (القنصلية العامة)
- إيطاليا القنصلية
- أوروجواي (قنصلية) [1]
- بيرو (القنصلية العامة) [4]
- أسبانيا القنصلية العامة

### مورون (زيادة)
- إيطاليا الوكالة القنصلية

### نيوكوين
- تشيلي (القنصلية العامة)

### وهران ، سالتا (مدينة)
- بوليفيا القنصلية

### باسو دي لوس ليبريس
- البرازيل قنصلية[5]

### بوكيتو
- بوليفيا القنصلية

### بوساداس ، ميسيونيس (مدينة)
- أوروجواي (قنصلية)[1]

### بويرتو جواسيو
- البرازيل قنصلية[5]
- أوروجواي (قنصلية)[1]

### ريسيستينسيا
- أوروجواي (قنصلية)[1]

### ريو غاليغوس، سانتا كروز (مدينة)
- تشيلي (القنصلية العامة)

### ريو غراندي ، تييرا ديل فويغو (مدينة)
- تشيلي (قنصلية)

### روساريو
- بوليفيا القنصلية
- تشيلي (القنصلية العامة)
- إيطاليا القنصلية العامة
- أوروجواي (قنصلية) [1]
- أسبانيا القنصلية العامة
- أوروجواي القنصلية العامة

### سالتا (الأرجنتين)
- بوليفيا القنصلية
- تشيلي (القنصلية العامة)
- أوروجواي (قنصلية) [1]

### سان خوستو (بوينس آيرس)
- أوروجواي (قنصلية) [1]

### أوشوايا
- تشيلي (قنصلية)

### فييدما
- بوليفيا القنصلية

## السفارات غير المقيمة المعتمدة لدى الارجنتين
مقيم في برازيليا، البرازيل:
- باربادوس [6]
- بوتسوانا
- الرأس الأخضر[7][8]
- الكاميرون
- قبرص
- إثيوبيا
- كينيا
- كوريا الشمالية
- ملاوي
- موزمبيق
- نيبال
- سريلانكا
- تنزانيا

مقيم في واشنطن العاصمة، الولايات المتحدة:
- أفغانستان
- إسواتيني
- أيسلندا
- ليسوتو
- عمان

مقيم في مدن أخرى:
- بروناي (أوتاوا)[9]
- كمبوديا (نيويورك)[10]
- ليتوانيا (مدريد)
- مالطا (فاليتا)
- سان مارينو (روما)

## روابط خارجية
- وزارة خارجية الأرجنتين